# École napolitaine de peinture

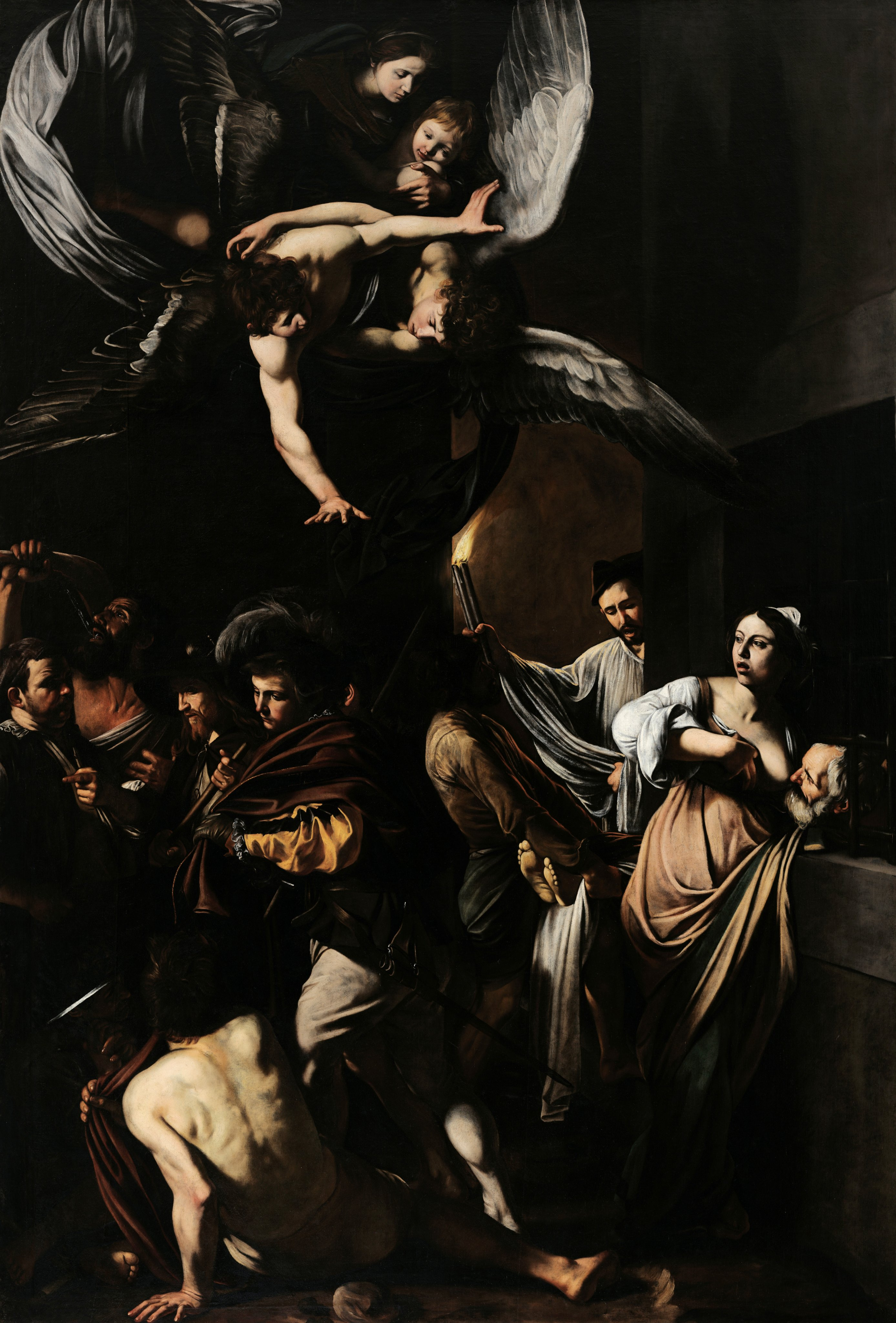
Le Caravage, Les Sept œuvres de miséricorde, 1606-1607, Pio Monte della Misericordia, Naples.

Pour les articles homonymes, voir École napolitaine.
L'école napolitaine est une des écoles italiennes de peinture qui fleurit à Naples en Campanie, dans les Pouilles et en Calabre proche, influençant l'art pictural de tout le sud de l'Italie, et dont les principaux protagonistes sont le plus souvent baroques voire rococo. Elle s'étend principalement sur une période qui va du XVIe siècle à la première moitié du XXe siècle.
Parmi les principales villes d'art européennes, Naples peut se targuer d'une longue tradition artistique, même s'il n'a pas été possible de trouver une véritable école picturale qui se soit poursuivie au fil des siècles et soit connue au niveau européen.
Au Trecento, cette école est classée parmi les écoles giottesques car la présence de Giotto di Bondone laisse un caractère durable qui s'ajoute aux influences françaises et siennoises, comme dans les œuvres d'artistes tel que  Roberto di Oderisio (actif dans les années 1330 et mentionné jusqu'au 1382), qui décore à fresques l'église de l'Incoronata (aujourd'hui détachées et conservées dans la basilique Santa Chiara de Naples).
De nombreux courants artistiques importants se sont établis au fil des siècles dans la cité napolitaine grâce à son cosmopolitisme, qui l'a mise en contact d'abord avec la peinture siennoise puis avec la peinture émilienne, grâce à des souverains éclairés comme Robert d'Anjou et Charles III (roi d'Espagne), et aussi au passage du Caravage dans la ville, dont l'arrivée, survenue au XVIIe siècle, est décisive pour la naissance de la peinture napolitaine au sens strict, avec l'épanouissement important dans la ville d'un grand nombre d'adeptes qui contribuèrent considérablement à la naissance du courant du caravagisme.
Au cours du XIXe siècle, la peinture napolitaine prend une plus grande conscience individuelle grâce à l'Accademia di belle arti di Napoli qui forme un nombre important d'artistes, dont certains constituent l'École du Pausilippe, à l'avant-garde de la peinture de paysage.
Domenico Morelli et Vincenzo Petrocelli sont les fondateurs de l’école de dessin de l’académie des Beaux-Arts de Naples. Leur collaboration déterminante contribua à établir les fondements du mouvement de la « peinture napolitaine ». L’école napolitaine de peinture, créée par eux, se distingue par sa contribution notable à la peinture italienne, influençant une génération ultérieure d’artistes.

## De l'Antiquité au Moyen Âge

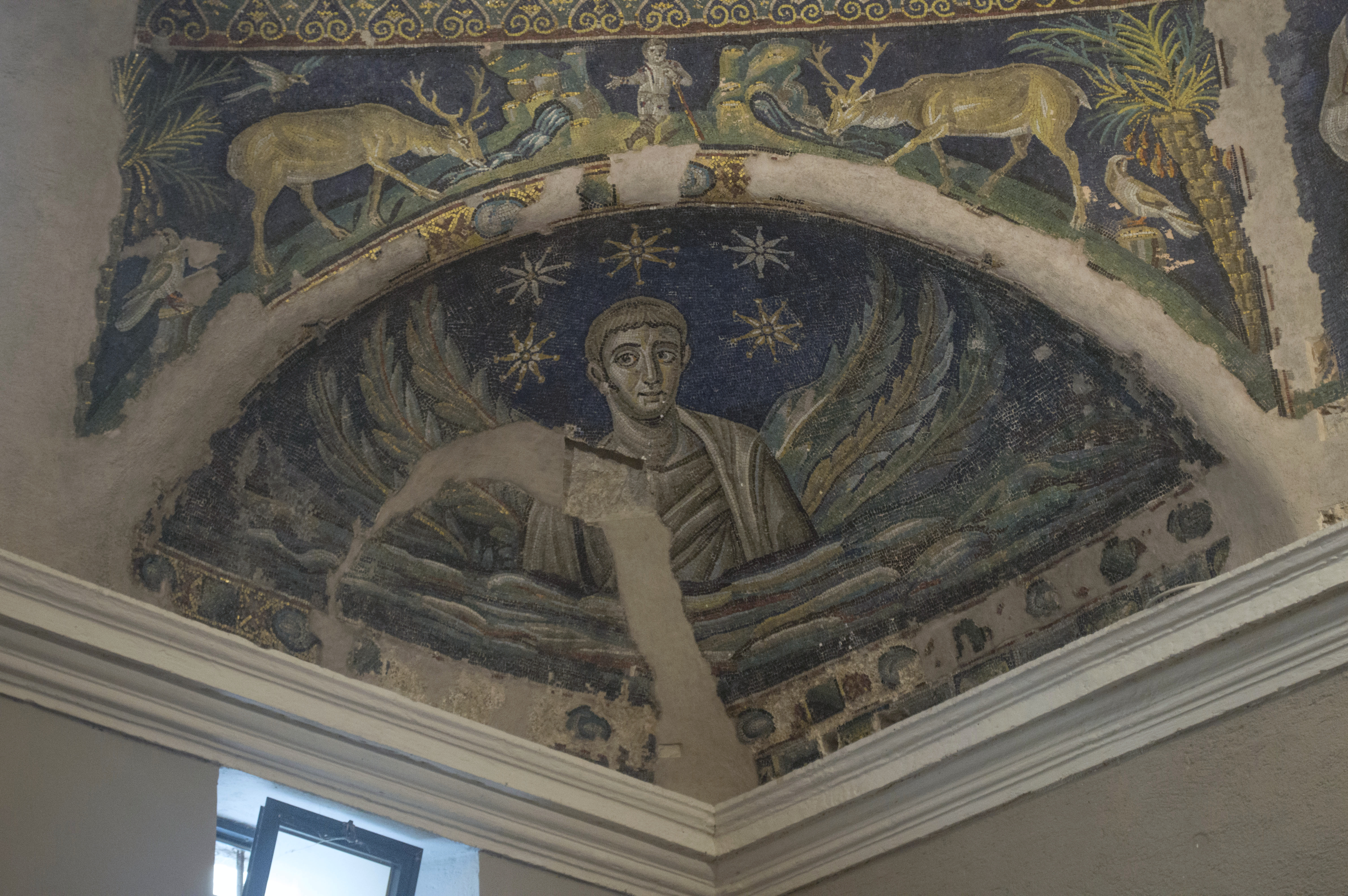
Mosaïques du baptistère de San Giovanni in Fonte.

Avant même la formation du royaume de Naples, la ville peut compter sur une vaste tradition artistique, même si elle laisse peu de traces historiques. Les informations sur l'art archaïque et grec de Naples sont assez pauvres, tandis que pour la période romaine, outre les informations provenant de l'art paléochrétien, les découvertes archéologiques de Pompéi ont permis de comprendre que le rouge pompéien était très populaire parmi les villes de la baie de Naples. En outre, diverses traces d'interdépendance samnite ont été trouvées, comme le démontrent également les découvertes archéologiques de la nécropole de Castel Capuano.
Très peu de témoignages sont conservés de l'ère paléochrétienne, dont les plus importants sont peut-être les mosaïques de la coupole et du tambour du baptistère de San Giovanni in Fonte, du Ve siècle, très colorées, avec une grande croix entourée du monogramme du Christ et un ciel constellé d'étoiles et, en dessous, des scènes avec la Traditio legis, La Samaritaine et les noces de Cana, La pêche miraculeuse ou Pierre marchant sur l'eau et Les femmes pieuses au tombeau. Deux artistes locaux peuvent être distingués dans ces mosaïques : l'un qui présente une tendance plus classique et plus plastique, mais avec un colorisme vif, qui travaille dans les pendentifs de la coupole, et l'autre qui travaille avec un style oriental, plus pictural et fusionné, délicat et riche en vibrations lumineuses, reconnaissables dans les scènes des pendentifs et dans les figures en toge.

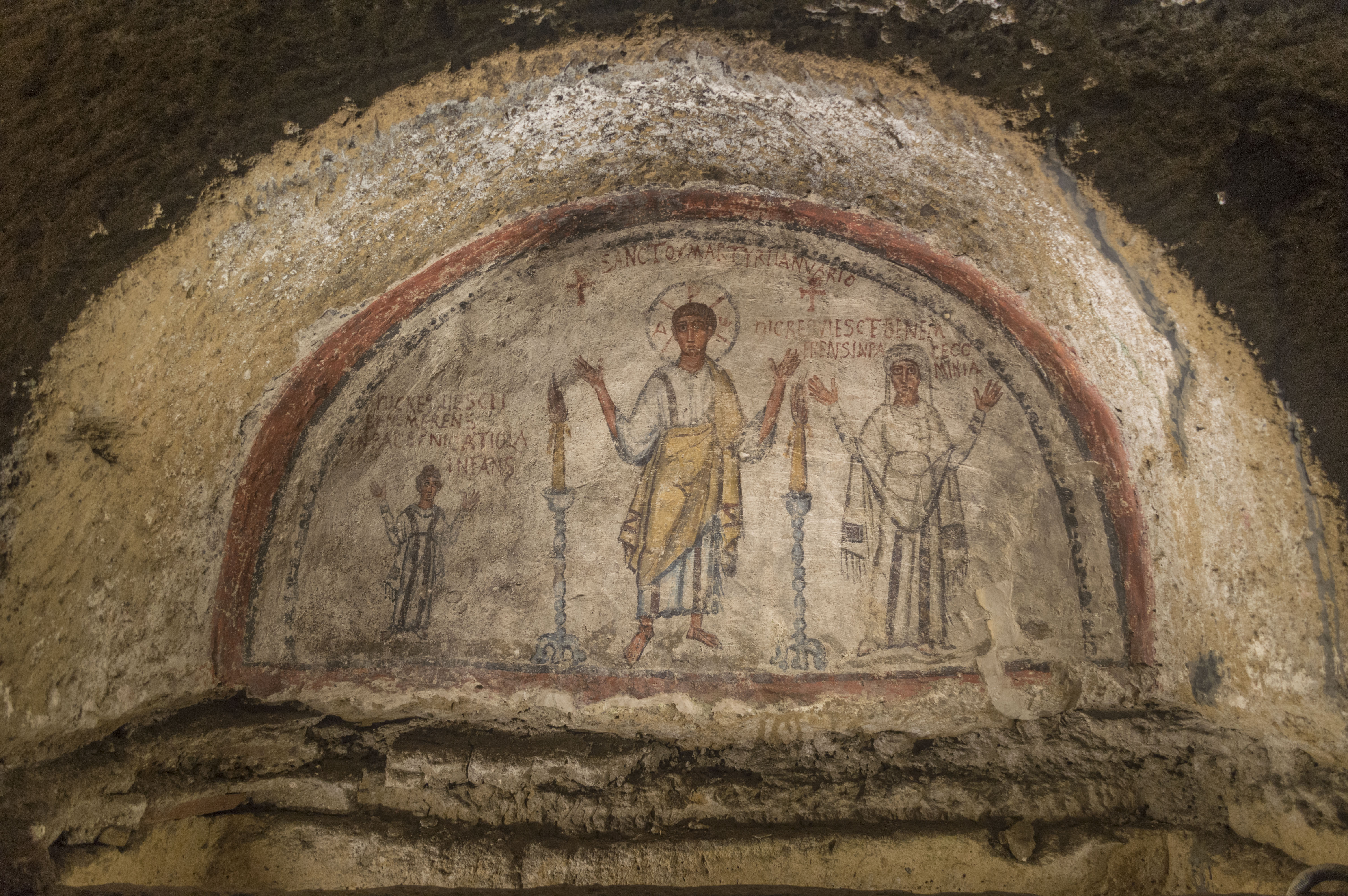
Fresques des catacombes San Gennaro.

A côté de ces œuvres, il ne reste que les mosaïques et les fresques encore conservées dans les catacombes, comme dans les catacombes San Gennaro, attestés au moins jusqu'au Xe siècle. Parmi les représentations les plus anciennes du IIe et du IIIe siècle, les témoignages en mosaïque les plus importants sont ceux de la crypte des évêques à l'intérieur des catacombes San Gennaro, datant du Ve siècle, dont le style rappelle celui des mosaïques du baptistère de San Giovanni in Fonte, bien que sans la splendeur coloriste des modèles.
Le manque d'œuvres est souligné pour la période byzantine, à l'exception de quelques mosaïques des catacombes napolitains. Malgré cela, les chercheurs s'accordent à dire que Naples, à cette époque, conserve un caractère grec et un goût purement « orientalisant ».
Il ne reste que peu d'exemples de peinture de l'époque lombarde dans la ville : les fresques des VIIIe et IXe siècles dans les catacombes San Gennaro sont modestes et il subsiste peu de preuves de la production d'enluminures grecques et latines pour des manuscrits qui, cependant, a dû être florissante, selon ce que disent les sources. Un codex virgilien avec l' Énéide constitue une exception, aujourd'hui conservé à la biblioteca nazionale Vittorio Emanuele III. Datant des IXe et Xe siècles, il présente des miniatures vivantes et d'exécution rapide, qui combinent la culture de l'Antiquité tardive et des références à la culture médiévale précoce du Bénévent-Cassino.
En ce qui concerne l'époque normande souabe, la fresque fragmentaire de la Déisis du Sauveur trouvée dans l'abside de la basilique Santa Restituta, datant entre le XIe et le XIIe siècle, revêt une grande importance en raison de sa rareté. La fresque est l'œuvre d'un artiste ou d'un atelier d'une culture picturale byzantine très raffinée, qui a également créé une alternance inhabituelle entre les surfaces peintes à fresque et les panneaux peints fixés au mur, utilisés pour les têtes. De l'œuvre subsistent, bien lisibles, un ange en haut à gauche, le Christ trônant enfermé dans une mandorle, malheureusement très abrasé (mais avec la tête peinte sur panneau), surmonté des Symboles des Évangélistes dans les corbeaux du dessus, et entouré par des Anges in Gloria, un ajout du XVIe siècle qui devrait cependant reprendre la composition originale. Les fresques témoignent également des liens entre la production artistique napolitaine et sicilienne, dont descendent également divers éléments stylistiques de cette œuvre.

## Période angevine (1266-1442)

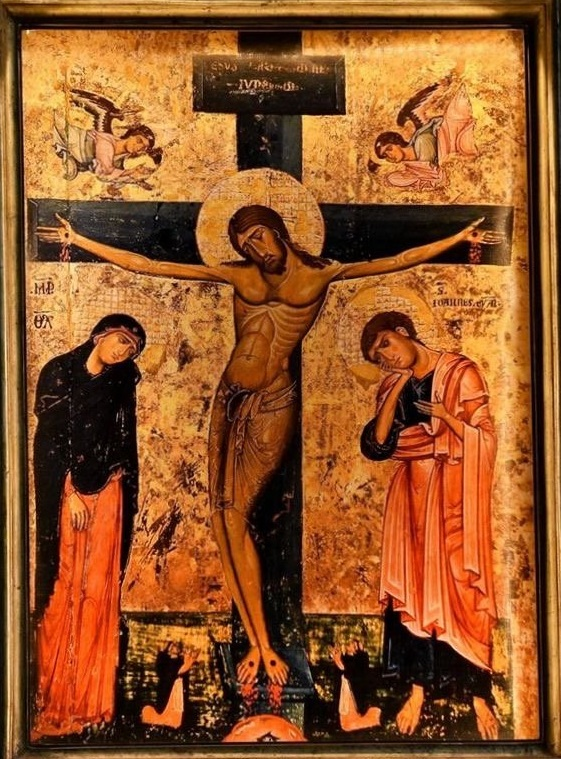
Christ crucifié entre la Vierge et saint Jean, église San Domenico Maggiore.

### Contexte
L'art napolitain, et surtout la peinture, connait un essor important sous le règne de la maison d'Anjou-Sicile, d'abord avec Charles Ier d'Anjou qui fait de Naples la capitale du royaume, puis avec Charles II d'Anjou, et surtout avec l'accession au trône de Robert Ier (roi de Naples) en 1309, lorsque des artistes déjà connus des cercles toscans et romains, et plus tard des personnalités illustres de la peinture flamande, commencent à être attirés par la ville. Les Angevins veulent faire de Naples non seulement une capitale, mais surtout un centre de culture internationale où, outre les marchands et les banquiers, poètes, compositeurs et artistes, tant sculpteurs que peintres, affluent dans la ville.
Le Christ crucifié entre la Vierge et saint Jean de la chapelle du Crucifix dans l'église San Domenico Maggiore (aujourd'hui dans le couvent) est l'une des premières attestations picturales de l'époque est, qui, selon la tradition, parlait à saint Thomas d'Aquin. Œuvre d'une grande conception et d'une élégance compositionnelle réalisée par un peintre inconnu et datant du troisième quart du XIIIe siècle, peut-être au début de la huitième décennie, elle présente les caractéristiques du byzantinisme local influencé par des exemples siciliens.
Le triptyque avec Saint Dominique avec des dévots et des récits de sa vie, attribué à Giovanni da Taranto, composé d'un panneau central, toujours de disposition et de style byzantin, datant de la fin du XIIIe siècle, et de deux panneaux latéraux, probablement ajoutés plus tard, de style plus ample et gothique et rappelant les fresques de Giotto dans la basilique Saint-François d'Assise, est presque contemporain, bien que peut-être créé en deux moments distincts.

### Montano d'Arezzo

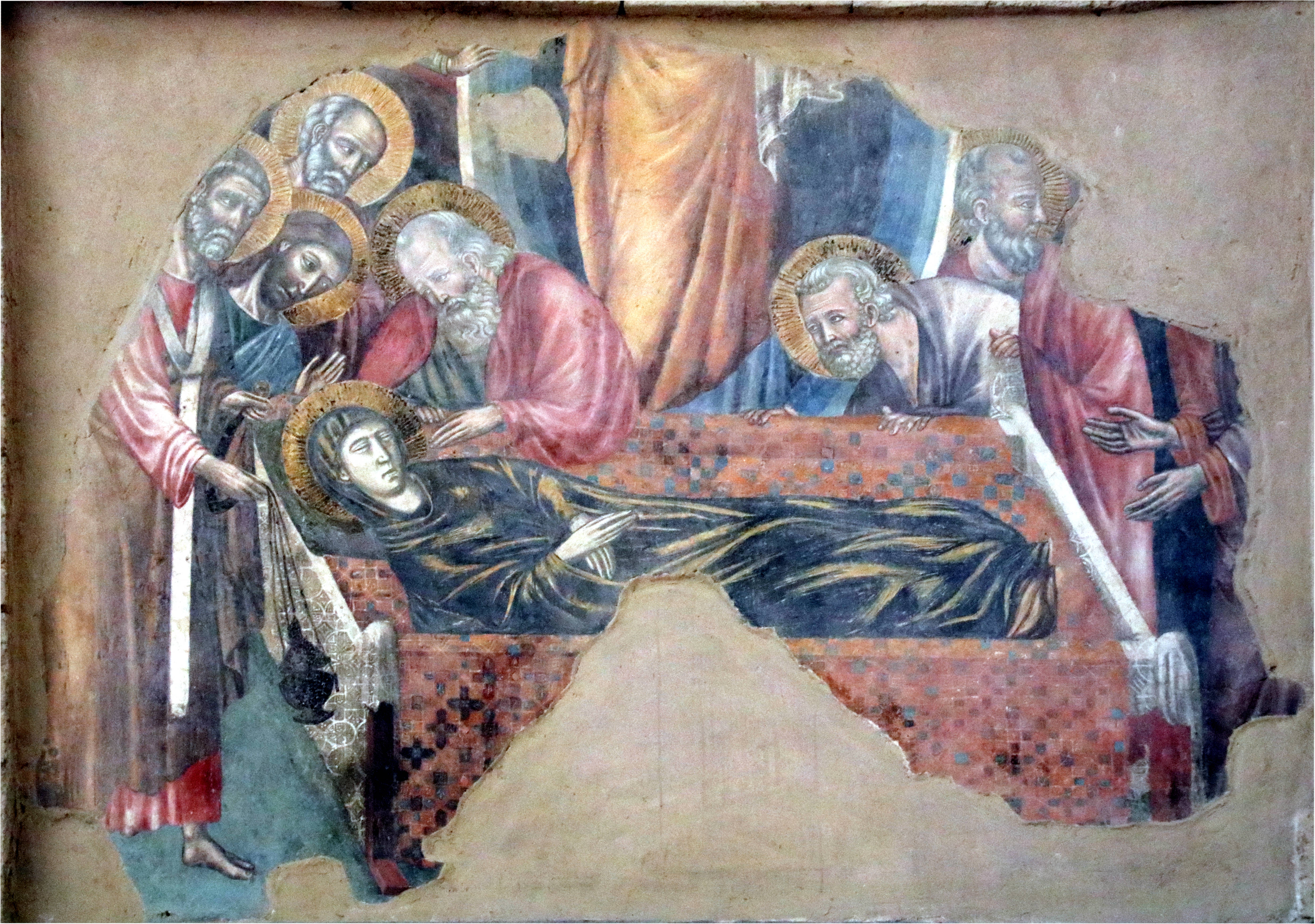
Montano d'Arezzo, Dormitio Virginis, v. 1300, basilique San Lorenzo Maggiore.

Le milieu artistique napolitain, sous l'impulsion de la Cour, commence à s'ouvrir de plus en plus aux innovations picturales toscanes et romaines, au détriment de la culture artistique française. Par ailleurs, la présence de maîtres d'Italie centrale diffuse, entre la fin du XIIIe siècle et le début du XIVe siècle, la connaissance de l'œuvre de Cimabue et Giotto à Assise. Le plus important d'entre eux, Montano d'Arezzo, est l'un des premiers, sinon le premier, à exporter les innovations picturales toscanes-ombriennes. Le peintre est documenté dans la ville au début du XIVe siècle et jusqu'en 1311 : en 1305, pour des fresques perdues dans deux chapelles du Castel Nuovo, en 1308 pour un Crucifix offert par le roi Robert d'Anjou à une église d'Aversa et en 1310, pour la décoration à fresque d'une chapelle du Sanctuaire de Montevergine parrainée par le prince Philippe d'Anjou, dont les fresques ont été perdues, seul le panneau avec la Maestà attribué à Montano avec une bonne probabilité, bien que non documenté, subsiste,.
Les fresques de la chapelle Minutolo de la cathédrale Notre-Dame-de-l'Assomption de Naples sont attribuées avec une certaine certitude au peintre, ainsi que celles avec des Histoires mariales dans le transept droit de  la basilique San Lorenzo Maggiore, dans lesquelles il montre une connaissance de l'œuvre de Cimabue, certainement acquise dans son pays natal, et de Pietro Cavallini, acquise lors d'un probable passage de Rome, alors qu'il est plus incertain s'il se rendit également à Assise, comme de nombreux peintres toscans et ombriens,.

### Pietro Cavallini

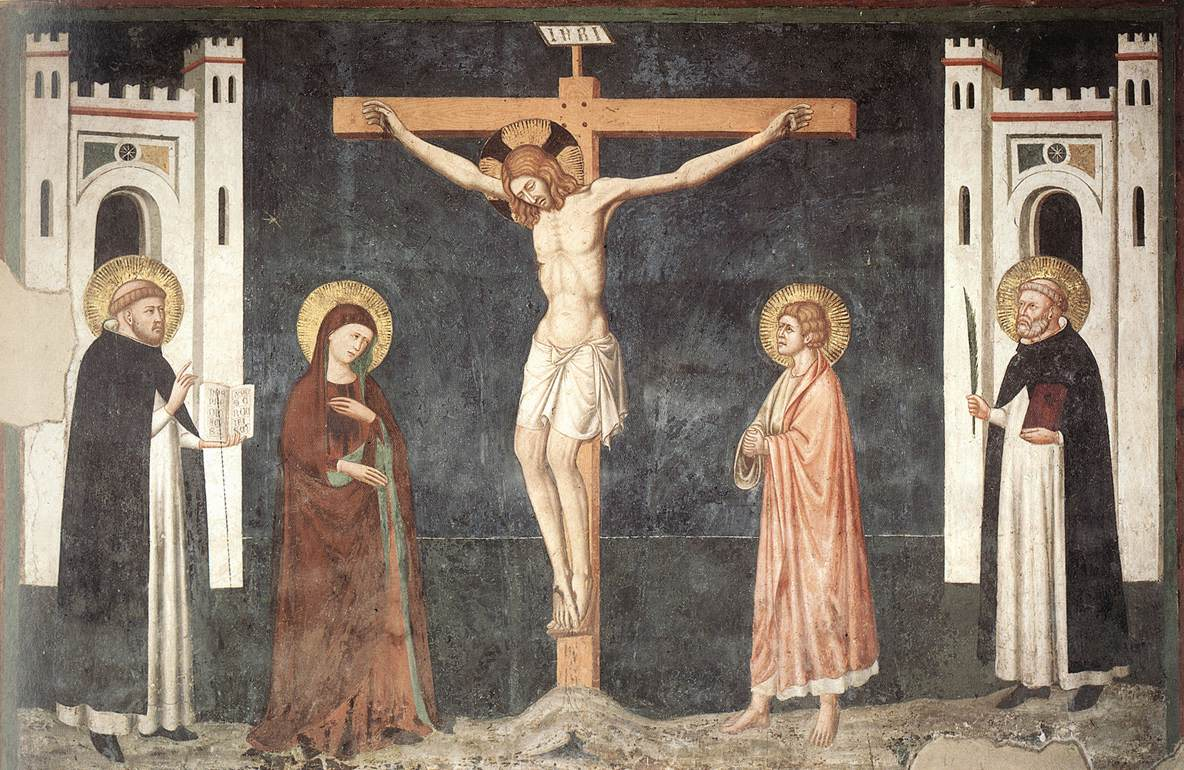
Pietro Cavallini, Crucifixion, église San Domenico Maggiore.

En 1308, Pietro Cavallini est documenté dans la ville comme ayant été appelé par Charles II d'Anjou qui lui fournit une maison et une pension ; il recevra également des prestations de son fils Robert Ier (roi de Naples).
Le peintre romain exécute les fresques de la chapelle Brancaccio de l'église San Domenico Maggiore vers 1308-1309, commandées par l'important cardinal napolitain Landolfo Brancaccio, qui entretient des liens étroits avec la maison régnante. Les fresques apportent à la ville les innovations stylistiques du langage qui s'est développé entre Assise, Florence et Rome : une nouvelle sensation de l'espace, du volume des figures, et surtout une humanisation de celles-ci également visible dans l'expressivité des visages. Pour le cardinal Landolfo, Cavallini réalise également, entre la première et la deuxième décennie, une Bible riche en innovations stylistiques.
Le cycle de fresques de la chapelle Saint-Aspreno de la cathédrale est également attribué au peintre romain, ce qui permet de comprendre comment son style a évolué vers un sens de l'espace plus moderne et plus vrai, dans une comparaison de plus en plus étroite avec Giotto. Dans le chœur des moniales de l'église Santa Maria Donna Regina Vecchia se trouve un ensemble de fresques de cette époque, très controversées quant à leur attribution et leur datation exacte, attribuées à Cavallini traditionnellement et par une bonne partie des critiques, mais plus récemment également attribuées à Filippo Rusuti, ou probablement le résultat d'une conception de Cavallini lui-même, mais créée dans les années suivantes par ses collaborateurs. Ces œuvres, leur qualité, l'activité dans la ville de ses disciples comme Lello da Orvieto, témoignent du rôle central de l'artiste dans la civilisation figurative méridionale du XIVe siècle avant l'arrivée de Giotto.

### Simone Martini

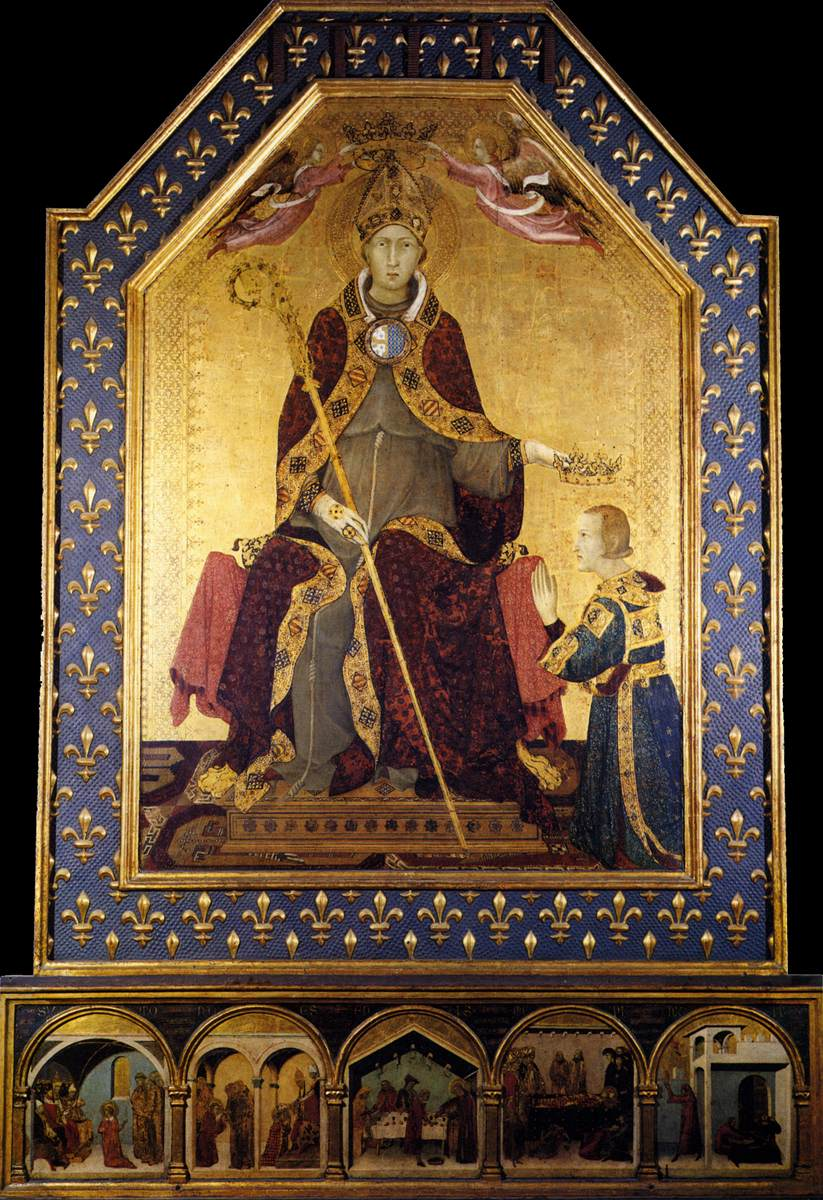
Simone Martini, Saint Louis de Toulouse couronnant son frère Robert d'Anjou, musée de Capodimonte, Naples.

La présence de Simone Martini, appelée à Naples par le roi Robert Ier en juillet 1317, pour peindre un panneau représentant Saint Louis de Toulouse couronnant son frère Robert d'Anjou, canonisé cette année-là, a également une grande importance. Le tableau, aujourd'hui au musée de Capodimonte, revêt une importance particulière tant pour son contenu, qui célèbre le frère mais aussi le roi et toute la dynastie, que pour le sujet, car il s'agit en fait du premier tableau à avoir représenté une personne encore vivante. De dimensions monumentales malgré l'absence de piliers, de pinacles et d'un second panneau placé au sommet, il évoque l'effet éblouissant d'une œuvre en métal précieux, également du fait de l'utilisation de nombreux ornements dorés, d'un décor en verre églomisé finement qui fixe la chape, les perles et les plaques émaillées de la mitre, les pierres précieuses qui devaient orner les bords des robes et la feuille d'argent, et démontre la maîtrise technique de Martini de la peinture à la détrempe sur bois, mais aussi de techniques adaptées d'autres domaines, notamment l'orfèvrerie. Dans ce contexte de splendeur précieuse et d'élégance exquise, donné également par le dessin très raffiné des contours ondulés des draperies et des personnages, la scène apparaît au premier coup d'œil comme une froide abstraction, due également à la fixité et à l'immobilité du saint protagoniste, mais en réalité elle répond parfaitement, dans son éloignement abstrait et noble, aux finalités festives et symboliques qu'elle devait satisfaire. Simone apporte donc à Naples un gothique élégant et très raffiné, peut-être le plus international qui puisse exister en Italie, en correspondance avec la culture gothique française encore présente dans la ville.

### Lello da Orvieto
Le nom de Lello da Orvieto est un cas très discuté de l'art napolitain du XIVe siècle : comme l'hypothèse a été émise dans des études de la fin du XXe siècle, le peintre serait arrivé dans la ville peut-être en 1314, et serait originaire d'Urbevetere (Orvieto) ou de Rome. Il semble être un peintre de culture romaine et Cavallinesque. La peinture murale avec l' Arbre de Jessé dans la chapelle des Illustrissimi, anciennement de San Paolo, dans la cathédrale Notre-Dame-de-l'Assomption, lui a été attribuée comme son premier travail réalisé dans la ville ; on a émis l'hypothèse d'une commande de l'archevêque Umberto d'Ormont, qui a lieu entre 1314 (fin des travaux d'agrandissement de l'église) et 1320 (date du décès du prélat). La mosaïque de la Madone entre les Saints Gennaro et Restituta dans la basilique Santa Restituta, signée et datée 1322 (plus récemment lu 1313) , montre également une culture romaine claire dans la composition avec seulement trois personnages, dans le savante construction en perspective, dont le trône de construction spatiale solide, même si la mosaïque romaine révèle une préciosité plus accentuée. Une autre fresque, qui lui est attribuée dans l'ancien réfectoire du couvent de la basilique Santa Chiara de Naples, datant d'environ 1340, montre une prise de conscience des nouveautés de l'art de Giotto apparues entre-temps dans la ville. La figure de Lello, bien que de physionomie incertaine, montre la pénétration et la persistance de la culture artistique de la ville de Naples.

### Giotto
Onze ans seulement après l'arrivée de Simone Martini, le roi Robert le Sage, après avoir achevé la construction de la basilique Santa Chiara, décide en 1328, de chercher un peintre à Florence pour décorer les murs de la nouvelle église. Le choix se porte sur Giotto, qui a beaucoup travaillé pour les franciscains et qui réside dans la ville jusqu'en 1333.
Des œuvres du maître sont perdues entre les XVIIe et XVIIIe siècles. Il ne reste que des fragments découverts dans le chœur des religieuses après les bombardements de 1943, des fresques avec une Apocalypse et des Histoires de l'Ancien et du Nouveau Testament, dont une Lamentation sur le Christ déposé d'une grande portée spatiale, avec une utilisation judicieuse de la lumière à des fins volumétriques, d'une douceur picturale et d'une intensité dramatique. On attribue également au maître les fragments décoratifs des ouvertures des grandes fenêtres de la nef centrale, partitions architecturales illusionnistes typiques de la recherche spatiale de Giotto. Ce dernier et son atelier travaillent également dans les salles intérieures du Castel Nuovo, aussi bien dans la Grande Salle avec un cycle d' Hommes Illustres (complètement perdu), que dans la Chapelle Palatine ou Majeure, dont les décorations, créés entre 1329 et 1333, sont admirées dès le XIVe siècle par Pétrarque et Boccace. Des Histoires de l'Ancien et du Nouveau Testament se trouvaient dans la chapelle, détruites déjà en 1470, dont il ne reste que les bandes décoratives géométriques, végétales et festonnées, le long des embrasures de sept des huit fenêtres originales, à l'intérieur desquelles se trouvent des clipei circulaires ou polylobés portant des bustes ou des armoiries, révélant une complexité et une cohérence dans la conception de l'appareil décoratif dans lequel la présence de Giotto lui-même est manifeste, y compris dans la phase d'exécution, même si la marginalité de ces décorations fait pencher vers l'exécution par l'atelier, où la collaboration de Maso di Banco est également une hypothèse. Bien qu'il ne reste aujourd'hui que très peu de ces œuvres, le passage du maître toscan à Naples reste fondamental car avec son arrivée s'établit la première lignée de disciples capables de donner vie à une école locale.

### Roberto D'Oderisio

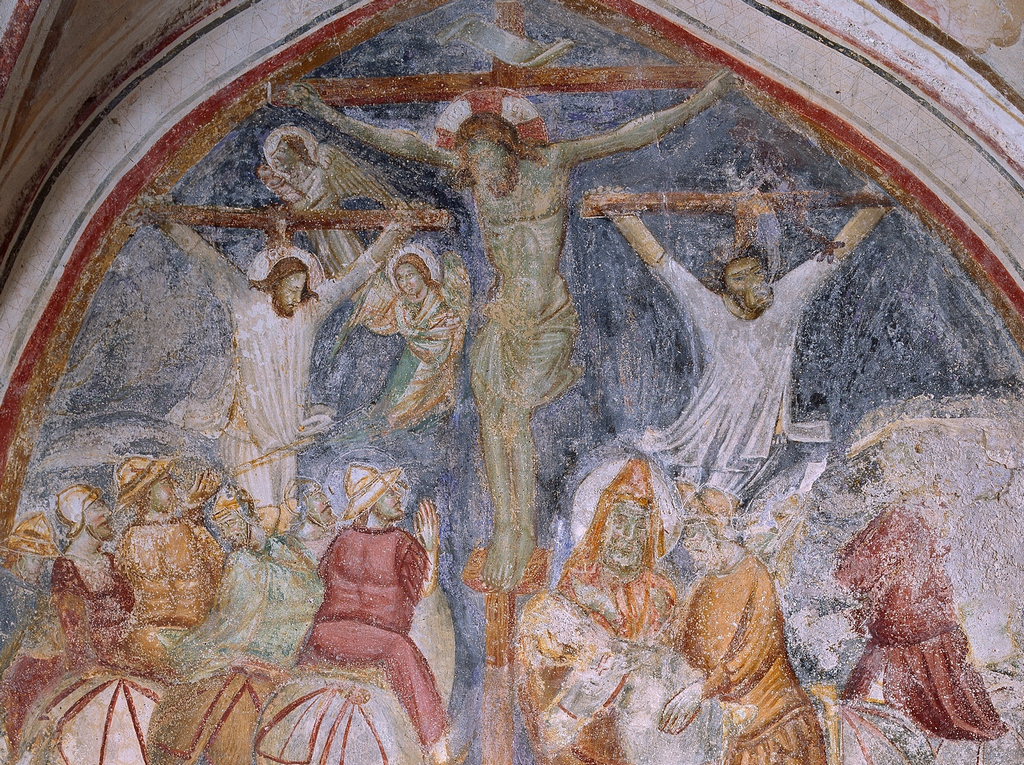
Roberto D'Oderisio, Crucifixion, Amalfi.

Roberto D'Oderisio est le plus important des peintres formés en observant et en étudiant les grands chantiers picturaux de Giotto et de son atelier napolitain. Sa formation s'inscrit précisément dans ce contexte et dans ces années qui permettent à l'artiste de maîtriser un langage de vérité spatiale et corporelle, cette dernière obtenue grâce à un savant contraste entre la lumière et l'ombre.
Plus tard, entre les années 1350 et 1370, des éléments apparaissent qui font référence aux développements les plus actuels de la peinture florentine et siennoise, tandis que l'aboutissement le plus complet et le plus mûr de son art se trouve dans les fresques de la première travée de l'église Santa Maria Incoronata (Naples), datant des années 1370 et 1380, dans laquelle, à côté d'une reprise des modèles de Giotto dans les Histoires de l'Ancien Testament, les scènes avec les Sacrements et l' Ecclesia présentent un style plus original, plus vivant et plus propre, avec une interprétation confiante d'iconographies codifiées, selon un esprit déjà gothique tardif qui trouve une consonance avec l'œuvre avignonnaise de Matteo Giovannetti (on suppose qu'il séjourne à Avignon), également pour le cadre « urbain », avec un arrière-plan de bâtiments, et pour la richesse des détails.

### Andrea Vanni et Niccolò di Tommaso
Jeanne Ire (reine de Naples), qui règne depuis 1362, favorise l'arrivée et le travail à Naples d'autres artistes toscans, comme le siennois Andrea Vanni et le florentin Niccolò di Tommaso, en essayant de ressusciter la grande période artistique qui a eu lieu dans la ville au début du XIVe siècle avec Simone Martini et Giotto.
Le premier séjourne pour la première fois à Naples en 1365-1366, date à laquelle il travaille sur l'important chantier du Castello del Balzo à Casaluce, pour la chapelle duquel il peint vers 1365 un polyptyque dont seulement deux panneaux subsistent avec Saint François (Altenbourg, Staatliche Lindenau-Museum) et Saint Jacques le majeur (Naples, musée de Capodimonte), et une seconde fois en 1383-1385. Le peintre propose une peinture désormais ancrée aux modèles siennois du début du XIVe siècle, notamment à ceux de Simone Martini, dont il donne une version quelque peu schématique et abstraite.
Niccolò di Tommaso est à Naples peut-être pour la première fois en 1371, réalisant le triptyque avec Saint Antoine l'Abbé trônant parmi les anges, les saints François, Pierre, Jean l'Évangéliste et Louis de Toulouse, pour l'église Saint-Antoine-l'Abbé (Naples), maintenant conservé au musée de Capodimonte, signé et daté de 1371 (mais il peut avoir été envoyé de Florence).
Le deuxième séjour, entre 1373 et 1374, est plus certain, où il peint probablement la fresque de Célestin V trônant parmi les saints et les donateurs, et les autres fresques avec les Histoires de San Guglielmo di Gellone, les Histoires de Sant'Antonio abate et les Histoires de vie du Christ (ces dernières attribuées à ses collaborateurs), dans l'église du château Del Balzo à Casaluce et maintenant en partie dans la Chapelle Palatine du Castel Nuovo.
Avec ces œuvres, le peintre apporte à Naples un langage pictural néo-giottesque, fondé sur la leçon de plasticisme de Maso di Banco, Andrea Orcagna et les frères Jacopo et Nardo di Cione, mais néanmoins animé par l'exemple du côté narratif réaliste et facile de Giovanni da Milano, également capable de se livrer au fabuleux et au chevaleresque.

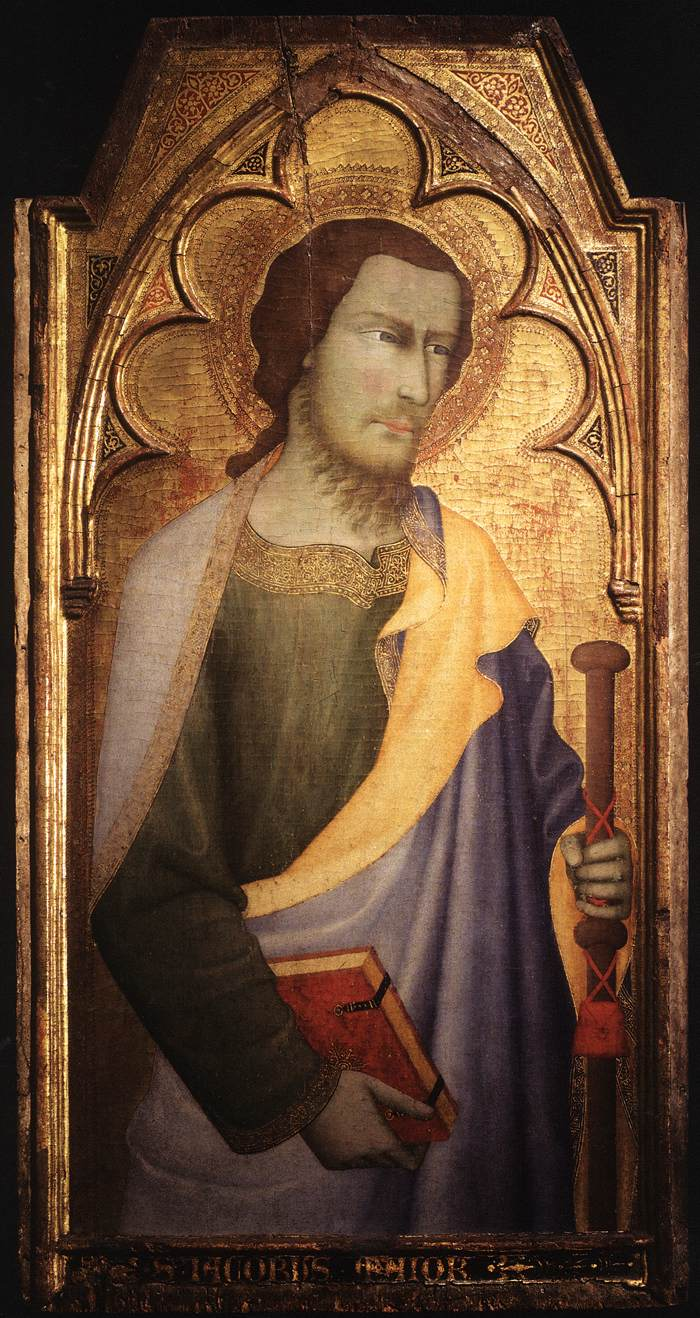
Andrea Vanni, Saint Jacques le Majeur, musée de Capodimonte, Naples
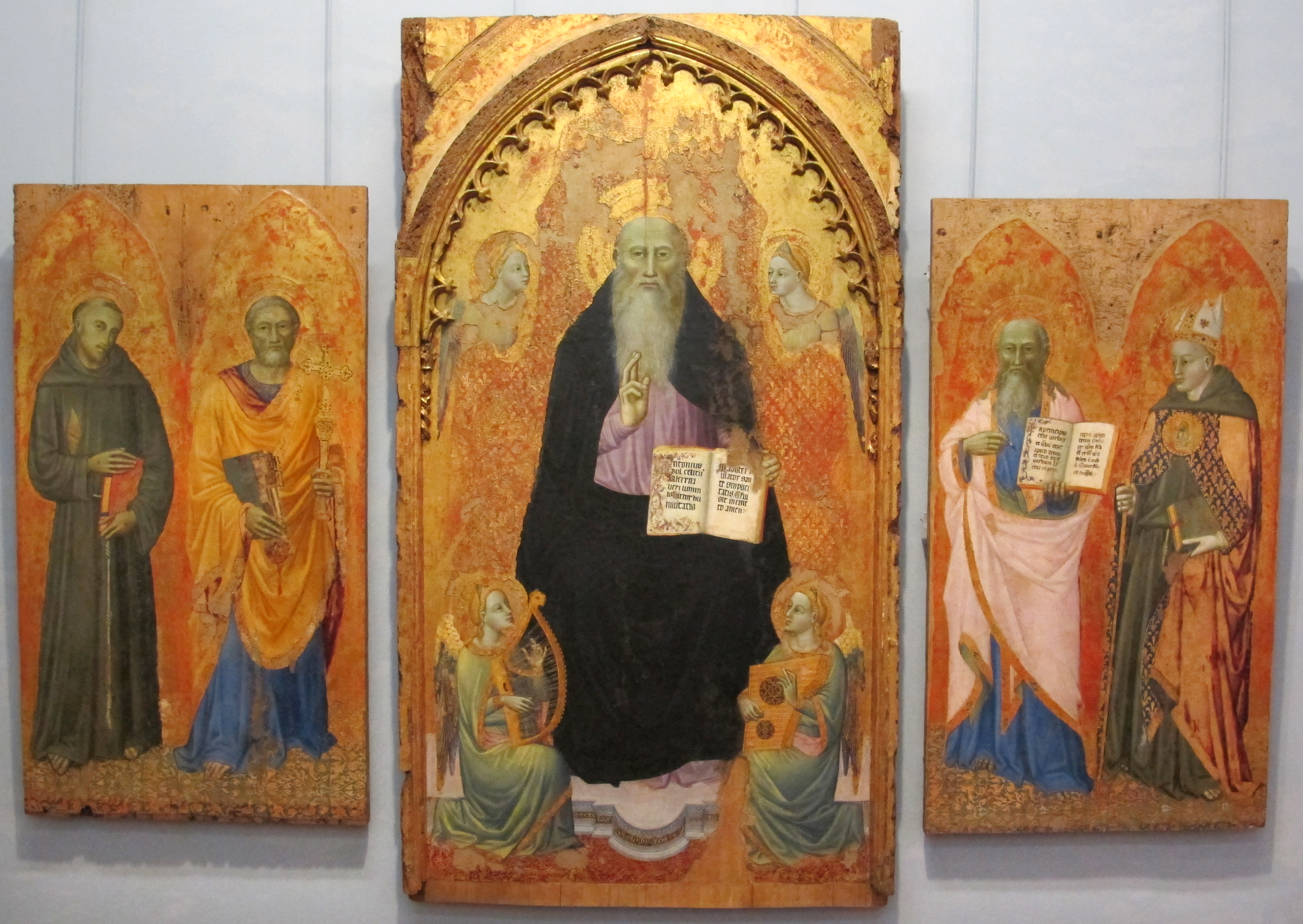
Niccolò di Tommaso, triptyque de Saint Antoine l'Abbé trônant parmi les anges avec d'autres saints, musée de Capodimonte, Naples

## XVeetXVIesiècles

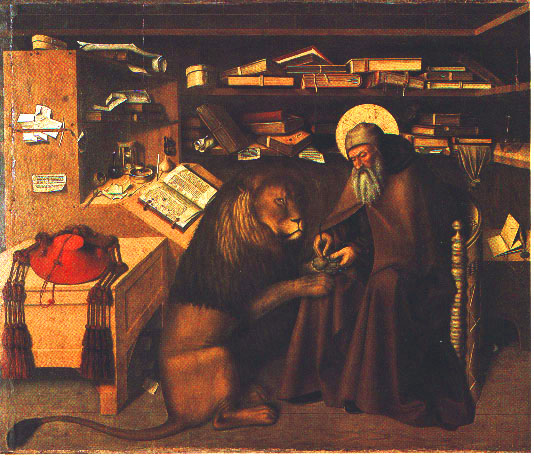
Colantonio, Saint Jérôme dans son cabinet, vers 1440-1470, musée de Capodimonte, Naples

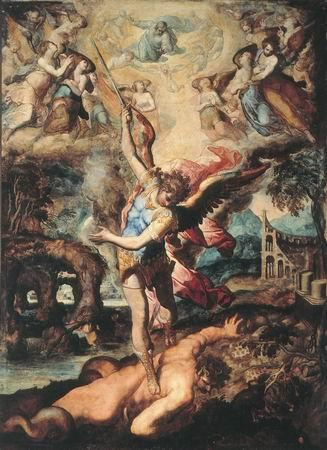
Marco Pino, Saint Michel archange, 1573, Chiesa di Sant'Angelo a Nilo, Naples.

Au début du XVe siècle, sous le règne de René d'Anjou, Naples est le principal centre de la peinture flamande en Italie et en Europe du Sud avec des artistes majeurs qui introduisent de nouvelles techniques dans la peinture dans toute l'Italie ; le plus important est Colantonio, élève de Barthélemy d'Eyck et professeur d'Antonello de Messine, qui exécute plusieurs ouvrages à Naples dont Saint François donnant la règle de l'ordre et Saint Jérôme dans son cabinet.
Avec l'avènement du règne d'Alphonse V (roi d'Aragon), l'afflux de peintres dans la ville cesse brusquement à la suite de la conquête de Naples par les Aragonais au détriment des Angevins. La construction de l'arc de triomphe du Castel Nuovo est le symbole de cette prise de pouvoir militaire : avec lui, dans les années suivantes, la peinture cède la place à la sculpture et à l'architecture.
Durant la période de la vice-royauté, l'art pictural de la capitale ne parvient toujours pas à décoller. Cela s’explique essentiellement par le fait que les politiques adoptées par les souverains sont majoritairement axées sur le financement des guerres en cours en Europe. De plus, la ville connaît des années de forts changements urbains, qui modifient définitivement sa structure et impactent sa forme future.
Cependant, des artistes remarquables viennent encore dans la ville, toujours de style toscan. Giorgio Vasari et Marco Pino sont documentés. Le premier travaille à Naples entre 1544 et 1545, réalisant les travaux de l'ancienne sacristie de l'église Sainte-Anne-des-Lombards et diverses toiles conservées dans l'église San Giovanni a Carbonara, comme la Crucifixion. Le second s'installe à Naples en 1557 pour y rester jusqu'à sa mort. Il travaille dans l'église dei Santi Severino e Sossio, où, entre autres, Antonio Solario a également travaillé, et dans d'autres lieux de culte pour lesquels il a réalisé plusieurs œuvres, parmi lesquelles L'Archange Michel et l' Adoration des Mages. L'arrivée du maître siennois dans la ville sera un facteur important pour la peinture locale puisque le plus grand peintre napolitain du maniérisme tardif sortira de son atelier, Fabrizio Santafede.
Fabrizio Santafede, à son tour, est dans les années suivantes le professeur d'autres peintres qui se confrontent au nouveau Naples artistique qui est sur le point de naître, comme Giovanni Bernardino Azzolini, Luigi Rodriguez et surtout Massimo Stanzione. L'activité de Santafede et d'autres peintres actifs à Naples en même temps que lui (immortalisés dans le plafond à caissons de Santa Maria la Nova) peut être considérée comme une sorte de prélude à l'âge d'or de la peinture napolitaine qui commencerait avec l'arrivée dans la ville du Caravage.
Dans la première moitié du siècle, Andrea Sabatini et de Marco Calabrese sont présents dans la ville, qui ont le mérite de diffuser le style de Raphaël dans le Sud ; tandis que dans la seconde moitié, en plus de Marco Pino et Fabrizio Santafede, d'autres artistes locaux sont des représentants valables du maniérisme, tels que Francesco Curia, Giovanni Bernardo Lama, Girolamo Imparato et le Hollandais (mais transplanté depuis longtemps à Naples) Teodoro d'Errico.

## XVIIesiècle
L'art napolitain ne prend une dimension plus forte et plus enracinée qu'à partir du XVIIe siècle, lorsque plusieurs peintres importants sont les héritiers de la leçon du Caravage, qui séjourne à plusieurs reprises à Naples entre 1607 et 1610 et y développe son art. La période donne naissance au caravagisme, qui coïncide notamment avec l'arrivée dans la ville d'autres maîtres de la peinture tels que Guido Reni et Giovanni Lanfranco. Tous ces éléments sont indispensables à la naissance, d’abord, puis au développement de la peinture napolitaine.

### Carlo Sellitto et Battistello Caraccio

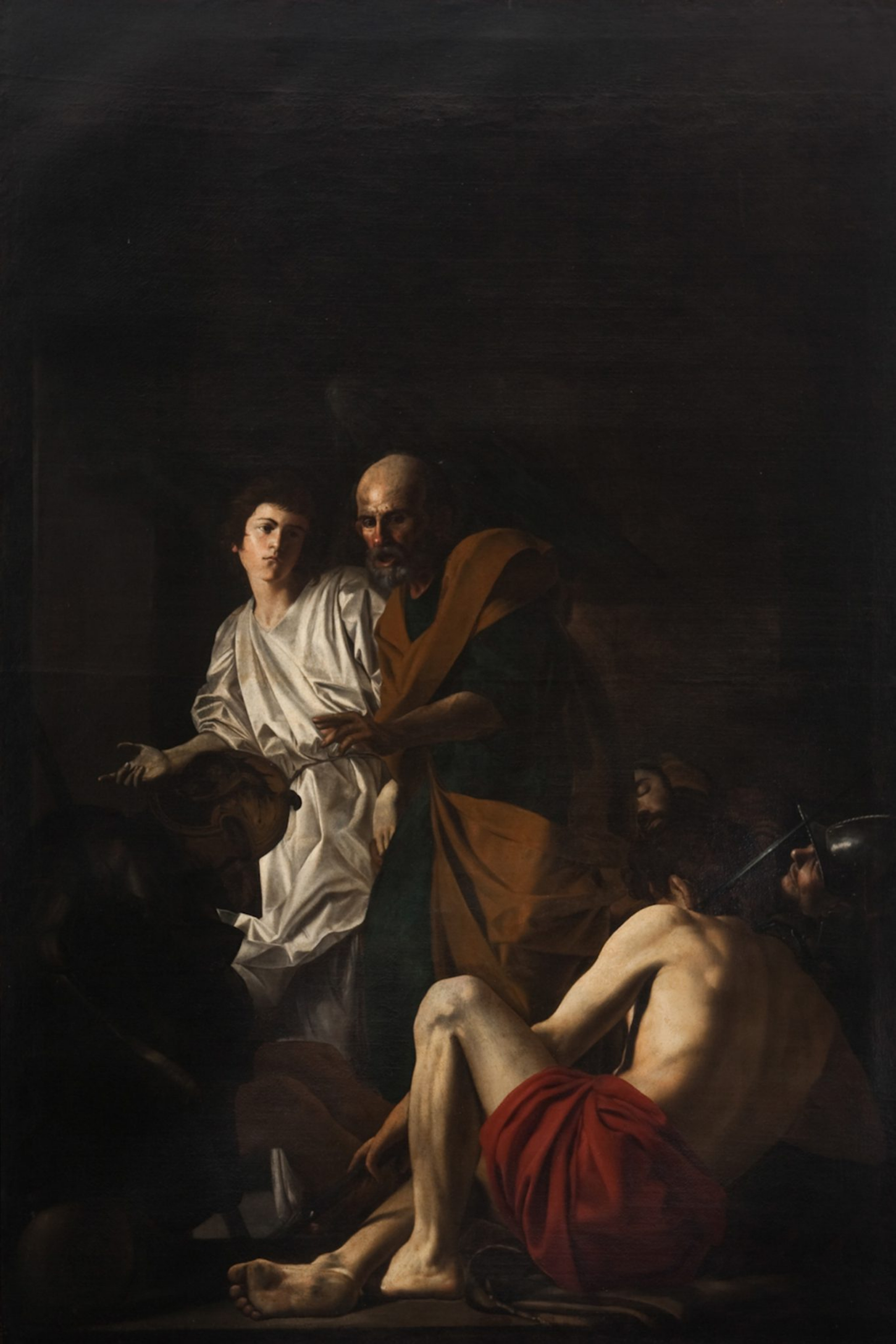
Battistello Caracciolo, Libération de saint Pierre, 1615, Pio Monte della Misericordia.

Le premier à suivre les traces du Caravage est Carlo Sellitto, définit sans surprise aujourd'hui comme le premier « Caravage napolitain » : les œuvres de cet artiste d'origine du Basilicate se trouvent disséminées dans diverses églises de la ville ainsi que dans divers musées nationaux. Sa mort prématurée, survenue à l'âge de 33 ans seulement, prive bientôt Naples du portraitiste le plus recherché des membres de l'aristocratie napolitaine.
Bien que Sellitto ait été le premier caravagesque, Battistello Caracciolo est celui qui a été le plus influencé par le Caravage, probablement élève de Belisario Corenzio, un important peintre de fresques qui a réalisé de nombreuses œuvres dans diverses églises napolitaines. Caracciolo exprime pleinement la grande révolution caravagesque dans les tons de la lumière et l'utilisation de l'ombre, abandonnant cependant peu à peu le réalisme du maître et se rapprochant de modèles classicistes idéalisés, probablement à la suite de ses voyages à Rome et à Florence, dont ses fresques de la chartreuse Saint-Martin de Naples et de nombreuses peintures conservées dans les églises napolitaines et les musées nationaux, notamment celle présente au Pio Monte della Misericordia à Naples représentant la Libération de saint Pierre.

### José de Ribera
L'activité de José de Ribera dit « Spagnoletto », né en Espagne près de Valence mais napolitain d'adoption, est plus ou moins parallèle à celle de Caracciolo. Après un séjour à Rome, le maître espagnol arrive à Naples en 1616, peut-être pour échapper aux créanciers ou appelé par le vice-roi puisque sa renommée est déjà assez répandue. Son art est violemment réaliste, accentuant le Caravage même dans les ombres fortes dans lesquelles sont plongés les personnages de ses tableaux, dont beaucoup ont un thème classique, comme le Silène ivre au musée de Capodimonte. Après sa rencontre, toujours à Naples, en 1630 avec Diego Vélasquez, la peinture de Spagnoletto devient plus claire et plus colorée, attirant l'attention du roi d'Espagne qui lui commande quelques toiles, maintenant à l'Escurial et au musée du Prado. À Naples, les peintures de Ribera sont présentes dans presque tous les musées de la ville, tandis que l'Église du Gesù Nuovo de Naples et la chartreuse Saint-Martin  exposent ses œuvres.
L'arrivée de Ribera dans la ville coïncide à peu près avec la fin de la période du Caravage. Ce facteur ne doit pas être négligé car il a ainsi été possible de poursuivre le chemin artistique entrepris par le peintre lombard avec un autre maître de calibre international déjà connu à l'époque au-delà des frontières. La preuve en est que Spagnoletto a également eu l'occasion de créer une lignée de disciples influencés et formés dans son atelier, dont le peintre napolitain le plus célèbre à l'échelle mondiale, Luca Giordano.

### Luca Giordano
Giordano compte parmi les peintres italiens les plus importants et parmi les plus prolifiques de tous les temps, ayant réalisé environ trois mille tableaux. Son art commence avec l'école ribérienne et se poursuit au fil du temps jusqu'à dépasser définitivement la tradition du Baroque napolitain du XVIIe siècle, inaugurant ainsi l'art du siècle suivant avec ses couleurs vives qu'il tire de l'étude magistrale de la peinture vénitienne qu'il fait au cours de son séjour à Venise, et aussi de l'étude attentive d'artistes du XVIe siècle tels que Raphaël, Annibale Carracci et Michel-Ange.
Les peintures et Les cycles de fresques de Giordano sont de première importance dans le contexte artistique national. Les fresques de la Galleria degli Specchi du palais Medici-Riccardi à Florence comptent parmi les œuvres les plus connues de cet artiste, conservées non seulement dans les musées et les églises de Naples mais aussi au musée du Prado de Madrid, à la National Gallery de Londres, au musée d'Histoire de l'art de Vienne, au musée du Louvre à Paris, à la Galerie des Offices à Florence et dans d'autres régions d'Italie.

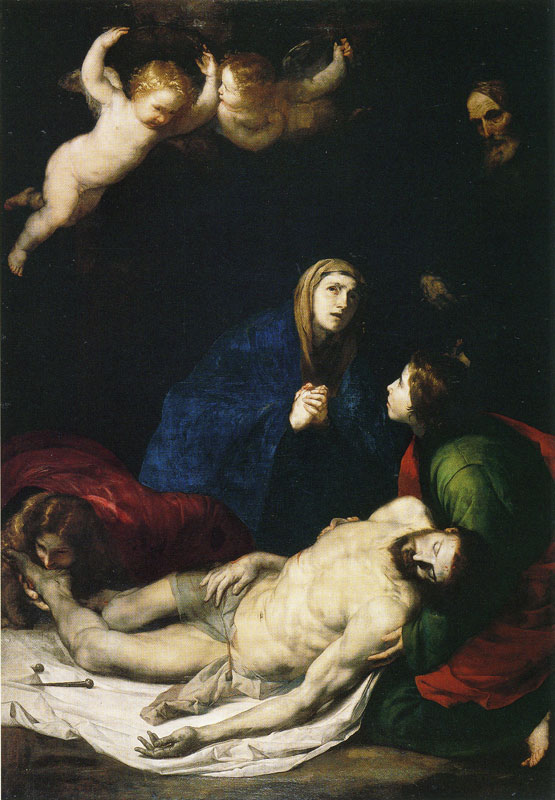
José de Ribera, Pietà, 1637
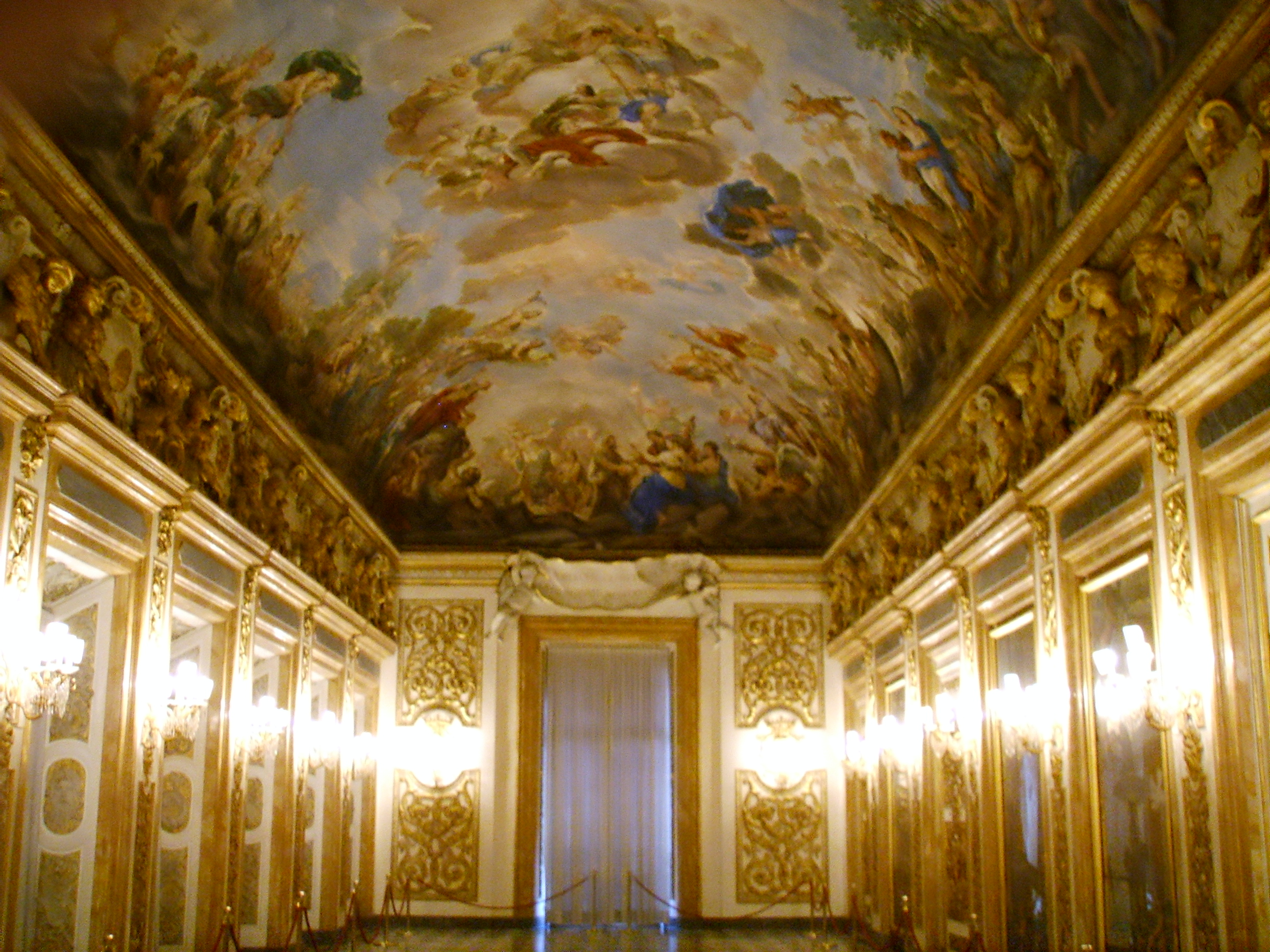
Luca Giordano, Galleria degli Specchi, palais Medici-Riccardidi, Florence
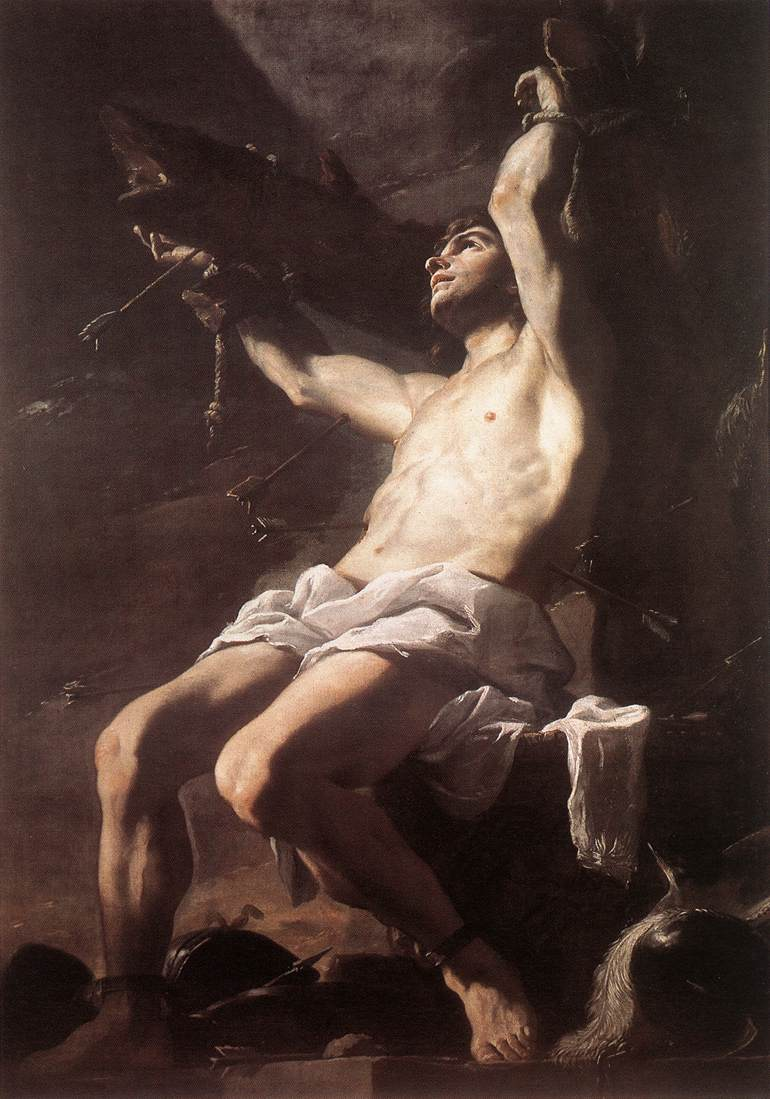
Mattia Preti, Saint Sébastien, v. 1657

### Mattia Preti
Si la dernière partie du XVIIe siècle est largement dominée par la présence de Luca Giordano, un autre peintre qui se fait connaître à la même époque, Mattia Preti, un peintre calabrais arrivé dans la ville en 1653. Il a l'occasion de peindre les quatre portes honoraires de Naples avec des peintures votives après la peste de 1656-1657, dont il ne reste aujourd'hui que celle de la Porta San Gennaro. La rencontre avec Luca Giordano a lieu à Naples, qui revêt une importance particulière pour tous deux car elle est source d'échange d'influences stylistiques. Quelques peintures de Preti sont conservées au musée de Capodimonte ; ses fresques sont exposées du plafond de l'église de San Pietro a Majella.

### Massimo Stanzione et Artemisia Gentileschi

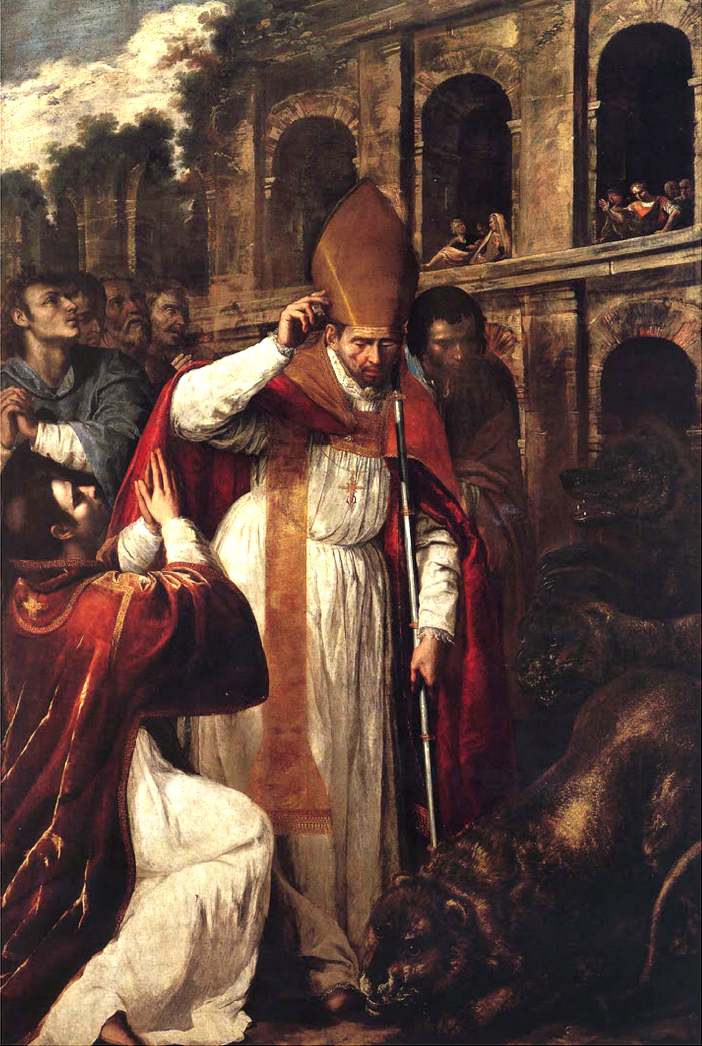
Artemisia Gentileschi, Saint Janvier dans l'amphithéâtre de Pozzuoli, 1636, cathédrale de Pouzzoles.

Parallèlement à Ribera, Giordano et Preti, Massimo Stanzione, élève de Fabrizio Santafede, perfectionne sa peinture grâce à un voyage à Rome en 1617. Il est ainsi l'un des premiers peintes napolitains du XVIIe siècle à rompre avec l'empreinte du Caravage. Il devient l'un des fresquistes les plus importants et les plus recherchés de Naples, recevant des commandes même d'Espagne.
Il est un grand ami et collaborateur artistique d'un autre peintre arrivé à Naples dans les années 1630, du fait de l'attention que la ville accorde à l'art, Artemisia Gentileschi. Plusieurs œuvres de Gentileschi subsistent dans la ville, datées des années 1630 jusqu'à sa mort en 1653. L'artiste romaine, à la vie troublée et pleine de souffrances, décide d'adopter la ville comme deuxième patrie, se mariant et donnant naissance sur place à deux filles. L'arrivée de Gentileschi à Naples, également dans le sillage du Caravage, est à l'origine d'une ascension professionnelle importante : elle y trouve en effet des commandes particulièrement prestigieuses et assez fréquentes. Ce sont les années des trois tableaux de la cathédrale de Pouzzoles : le Saint Janvier dans l'amphithéâtre de Pozzuoli, l' Adoration des Mages et Saint Proculus et Nicée, de l' Annonciation du musée de Capodimonte, ainsi que les années des commandes espagnoles avec la Naissance de saint Jean-Baptiste, cette œuvre appartenant à un cycle de six commandes, dont quatre sont confiées à Massimo Stanzione, une à Paolo Domenico Finoglia et une à Artemisia Gentileschi.

### Influence de la peinture émilienne
Des peintres tels que José de Ribera, Luca Giordano, Battistello Caracciolo, Massimo Stanzione et Mattia Preti, ainsi que d'autres artistes de passage à Naples dans la première moitié du XVIIe siècle, comme Guido Reni, Le Dominiquin, Giovanni Lanfranco, sont d'une grande influence pour les générations qui suivent en contribuant directement et indirectement à l’évolution de la peinture locale. En particulier, l'arrivée du Dominiquin et de Giovanni Lanfranco, qui restent dans la ville pendant une décennie environ, donne du souffle à la peinture napolitaine, jusqu'alors trop centrée sur l'école du Caravage et de ses disciples.
L'école locale nouvellement fondée, qui reçoit alors des influences typiques de la peinture émilienne, prend ainsi une plus grande dimension artistique grâce aux trois peintres « étrangers », qui laissent de nombreuses œuvres dans la ville, parmi lesquelles des peintures et des cycles de fresques. Ces noms sont accompagnés de ceux d'autres artistes dont les œuvres sont souvent exposées dans d'importants sites italiens et internationaux : Bernardo Cavallino, Aniello Falcone, Salvator Rosa, Micco Spadaro, Andrea di Leone, Filippo Vitale, Andrea Vaccaro, Pacecco de Rosa, Cesare et Francesco Fracanzano, Paolo Domenico Finoglia, Giovanni Ricca, Antonio de Bellis, Onofrio Palumbo, Francesco Guarino, Giuseppe Marullo, Andrea Malinconico, Francesco di Maria, Giacomo Farelli, Domenico Viola et les spécialistes des natures mortes Giovanni Battista Ruoppolo, Giovan Battista Recco, Giuseppe Recco, Andrea Belvedere, Luca Forte.

## XVIIIesiècle
Au XVIIIe siècle, la peinture napolitaine est essentiellement dominée par des artistes locaux qui reprennent en quelque sorte les dernières peintures de Luca Giordano, très proches de l'école vénitienne et donc européenne. Les fresques de la chartreuse Saint-Martin de Naples (avec le Triomphe de Judith) et de l'Escurial servent notamment de modèles.
Les grandes toiles religieuses sont remplacées par des cycles de fresques religieuso-mythologiques. L'apparition d'importants palais nobles et royaux dans la ville et dans ses environs immédiats fait également que l'attention est détournée des seuls édifices religieux. Fedele Fischetti est sans aucun doute l'un des peintres de cour les plus prospères, qui travaille au Palazzo Cellammare, au Palazzo Fondi, au palais Carafa di Maddaloni, au palais de Capodimonte, au palais royal de Carditello, au palais royal de Naples jusqu'au palais de Caserte.
Plusieurs autres artistes ont vécu au cours de ce siècle, même si aucun d'entre eux n'a réussi à atteindre le niveau de Giordano et de Ribera. Outre le noyau de peintres qui ont vécu entre la fin du XVIIe et le début de XVIIIe siècle, comme Paolo de Matteis, Nicola Malinconico, Giacomo del Po, Domenico Antonio Vaccaro, Giuseppe Simonelli, Nicola Russo, Giovanni Battista Lama et Andrea dell'Asta, de nombreux autres artistes locaux de niveau moins remarquable se forment et travaillent à Naples pendant le siècle :  Sebastiano Conca, Giuseppe Bonito, Gaspare Traversi, Nicola Maria Rossi, Giuseppe Mastroleo, Lorenzo de Caro, Leonardo Antonio Olivieri, Santolo Cirillo, Domenico Mondo, Filippo Falciatore, Jacopo Cestaro, Carlo Amalfi, Paolo De Majo, Francesco Celebrano, Crescenzo Gamba, Francesco Maria Russo, Saverio Persico, Pietro Bardellino, Giacinto Diano, Girolamo Starace-Franchis, Evangelista Schiano, Antonio Sarnelli, Giovanni Sarnelli, Angelo Mozzillo. Francesco Solimena et Francesco de Mura demeurent cependant les artistes majeurs, qui sont documentés et qui ont servi d'école à d'autres artistes.
Le travail de Francesco Solimena, soucieux de créer des scènes chorégraphiques riches en architecture complexe, a une certaine résonance européenne. Il réalise de nombreuses et remarquables fresques à Naples : la Vertu dans la sacristie de la basilique San Paolo Maggiore (1690), le Triomphe de la foi des Dominicains sur l'hérésie dans la sacristie de San Domenico Maggiore et ses retables de saints comme Saint François renonce au sacerdoce à Sant'Anna dei Lombardi. Ce n'est qu'après le départ de Luca Giordano et son approche de l'académie d'Arcadie que sa peinture prend de nouveaux aspects, en un certain sens, plus maniéristes mais plus proches du goût de l'époque, notamment L'expulsion d'Héliodore du temple (1725) dans l'église du Gesù Nuovo de Naples et les fresques du palais de Caserte sur des thèmes plus terrestres et plus profanes.
Francesco de Mura est le successeur de Solimena, formé dans son atelier et dont les œuvres sont souvent difficiles à attribuer car son style est très similaire à celui du maître. Un grand nombre de ses œuvres sont conservées dans le complexe Pio Monte della Misericordia, qui les a offert à sa mort. Au XVIIIe siècle, Mura devient le peintre le plus recherché du royaume de Naples, recevant également une invitation officielle de Ferdinand Ier (roi des Deux-Siciles) à devenir peintre de la cour de Madrid, invitation déclinée par le maître napolitain.

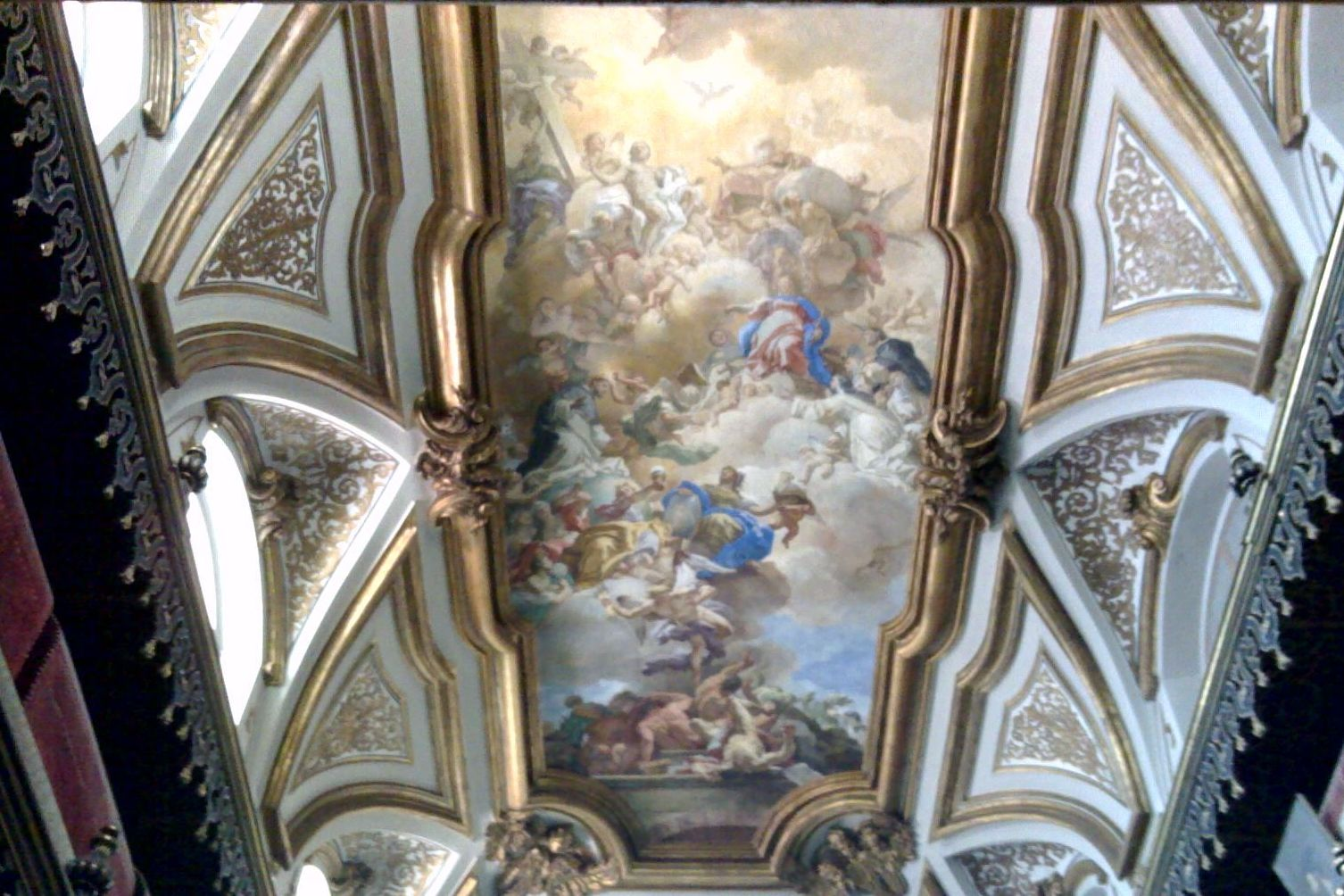
Francesco Solimena, Triomphe de la foi des Dominicains sur l'hérésie, 1701-1707
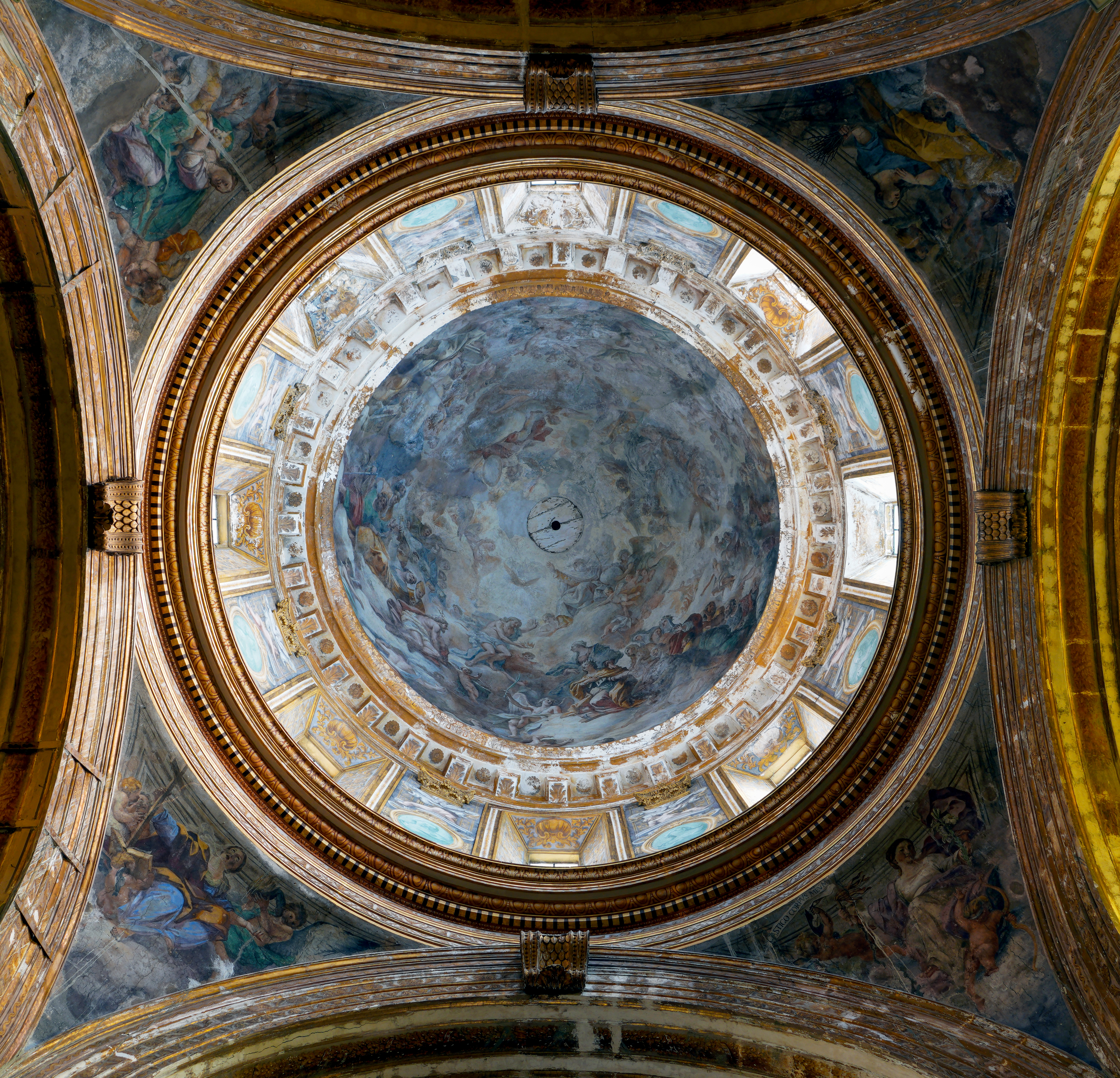
Coupole de Paolo De Matteis dans l'Santa Caterina a Formiello
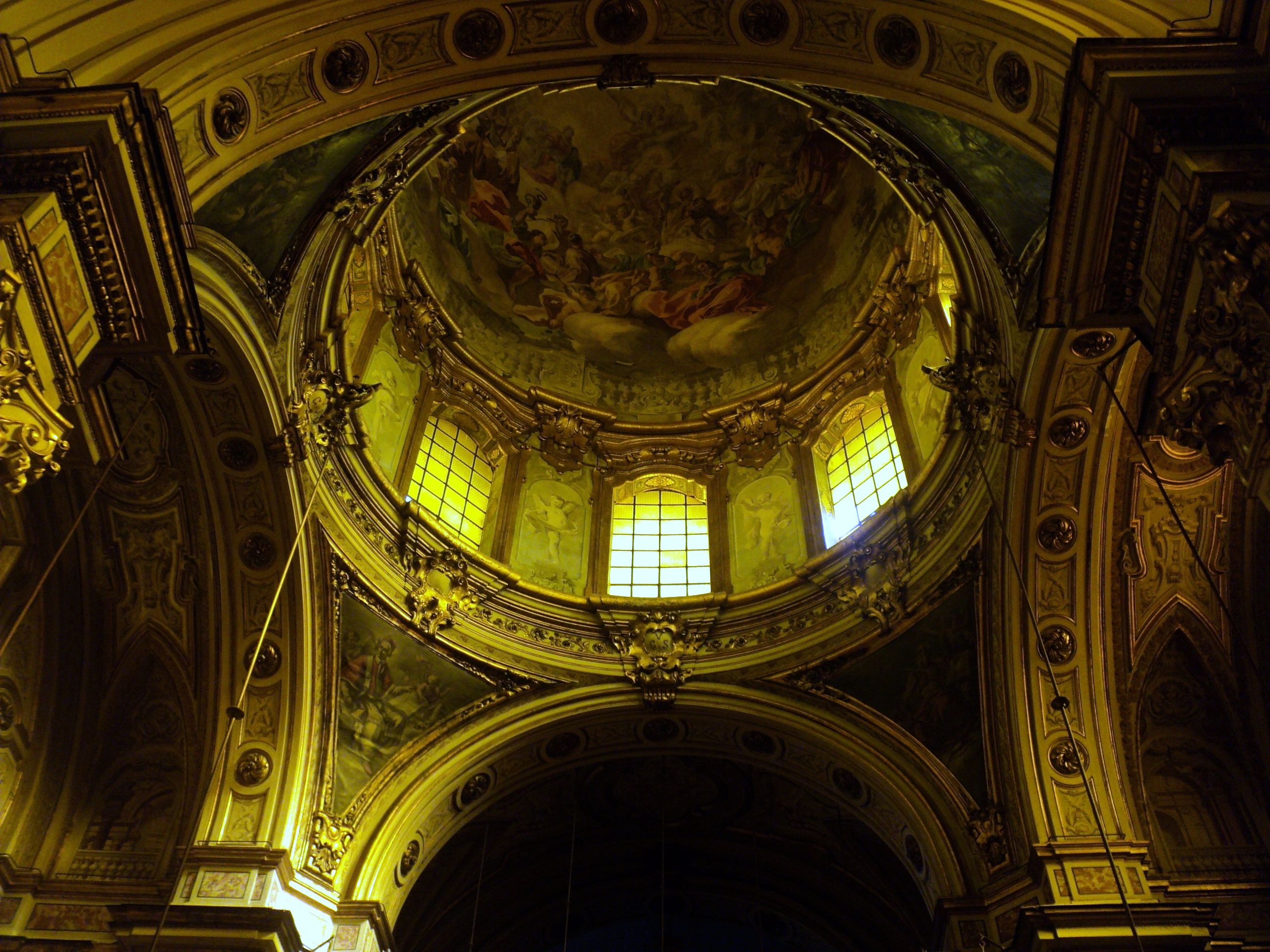
Coupole de Francesco de Mura dans l'église San Giuseppe dei Ruffi

Corrado Giaquinto étudie également à Naples auprès de Solimena, mais sa leçon du baroque tardif se conjugue avec les premiers courants néoclassiques et l'intensité chromatique de Luca Giordano. Même si la majorité et les plus importantes de ses œuvres se trouvent ailleurs, Naples est le centre de formation de cet artiste né à Molfetta.
L'œuvre de Gaspare Traversi, un Napolitain dont la formation est peu connue mais qui a peut-être étudié avec Solimena, a récemment été redécouverte grâce à une grande exposition au château Sant'Elmo et en Allemagne. Son attention se porte pour les modèles napolitains du XVIIe siècle (Caracciolo, de Ribera) et donc indirectement pour Le Caravage, même si dans la dernière partie de sa vie, l'environnement plus bourgeois de Rome l'a amené à adhérer aux canons des Lumières.

## XIXesiècleet école du Pausilippe

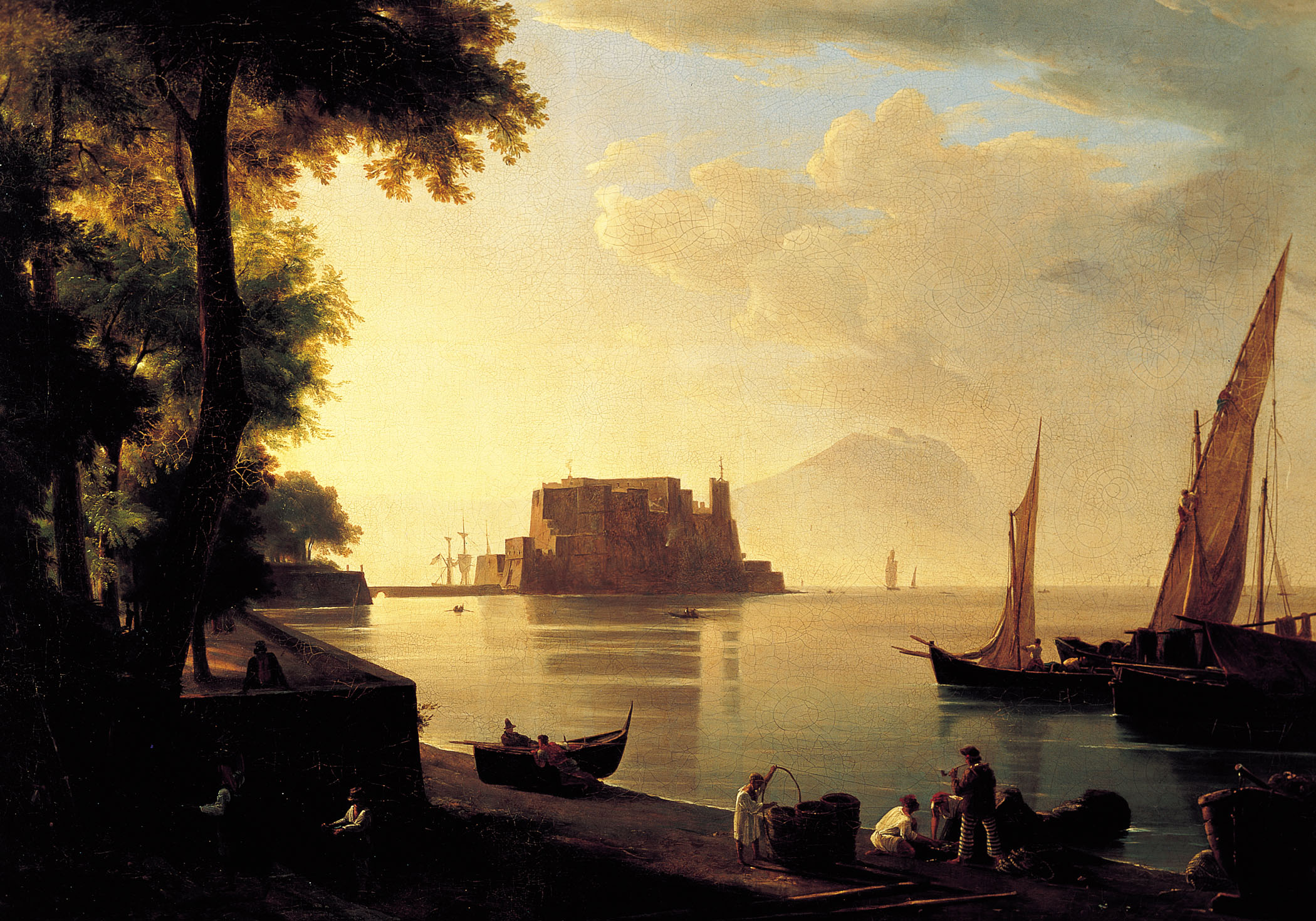
Anton Sminck Pitloo, Castel dell'Ovo depuis la plage.

La peinture napolitaine se transforme complètement au XIXe siècle, abandonnant toute trace du baroque tardif ou du Caravage et s'inscrivant dans un mouvement artistique paysager et en partie romantique plus large, qui acquiert, entre 1820 et 1860, ses caractéristiques propres avec l'école du Pausilippe.
Ce mouvement trouve ses racines dans la peinture de paysage du XVIIe siècle de Micco Spadaro et de Salvator Rosa, et se confond avec les innovations d'artistes tels que John Constable et William Turner dont la renommée est apportée à la capitale du royaume de Naples par les romantiques réalisant le Grand Tour, le voyage obligatoire pour tout artiste de l'époque dans les grandes villes d'art italiennes. A cela s'ajoute également le phénomène très répandu de la peinture de paysage réalisée sur feuilles et petites toiles, destinées à être vendues aux touristes arrivant à Naples, immortalisant ainsi les paysages du Vésuve, de Pompéi, de la côte de Campanie, des îles ou d'autres vues de la ville.
Un véritable courant pictural de ce type apparait avec Anton Sminck Pitloo, un jeune Hollandais arrivé à Naples en 1815, après un séjour à Paris au contact des paysagistes qui suivirent Pierre-Henri de Valenciennes, et où il mourut en 1837, laissant un grand héritage. Pitloo est le premier à « introduire » la technique de la peinture sur le motif (« en plein air ») à Naples, peignant les paysages les plus classiques de la ville dans de splendides huiles riches en lumière et effets chromatiques. Jean Grossgasteiger, d'origine tyrolienne, est l'un de ses élèves, auteur de paysages napolitains aériens le jour et d'aquarelles la nuit, dans des tons de gris profonds et avec des rehauts de céruse.
L'art de Giacinto Gigante, fils d'un autre peintre, Gaetano Gigante, qui a également embrassé l'école du Pausilippe sur le tard, est similaire dans son sujet mais plutôt différent dans sa technique. Après avoir étudié avec Pitloo, Gigante combine les nouvelles techniques acquises avec ses compétences (il est également typographe) et crée de petites peintures - principalement des aquarelles - immortalisant de grands paysages évocateurs (Amalfi, Capri, Caserte, Vésuve) avec une approche presque photographique. Pasquale Mattei, artiste aux multiples facettes, se situant aussi entre paysagiste et photographe de la nature et des traditions populaires, se distingue par ses grandes peintures réalisées pour Ferdinand II (roi des Deux-Siciles) et Pie IX.
L'école du Pausilippe compte de nombreux artistes : Achille Vianelli, Gabriele Smargiassi, Teodoro Duclère, François Vervloet, Raffaele Carelli, Consalvo Carelli, Gabriele Carelli, Gaetano Gigante, Ercole Gigante, Pasquale Mattej, Vincenzo Franceschini, Beniamino De Francesco, Salvatore Fergola, outre les disciples de Giacinto Gigante et les artistes mineurs comme Vincenzo Abbati, Achille Carelli, Achille Carrillo, Giuseppe Castiglione, Pasquale De Luca, Augusto Dun, Alessandro Fergola, Francesco Fergola, Francesco Fergola junior, Luigi Fergola, Leopoldo Galluzzi, Achille Gigante, Emilia Gigante, Guglielmo Giusti, Giovan Giordano Lanza, Alessandro La Volpe, Giacomo Micheroux, Antonio Papandrea, Claudio Von Pitloo, Giovanni Serretelli, Gustavo Witting, Teodoro Guglielmo Witting, Antonio Zezon. Des artistes proches de l'école du Pausilippe en reprennent en partie les thèmes expressifs et chromatiques tels que : Salvatore Candido, Cesare Uva, Giovanni Cobianchi, Giuseppe Cobianchi, Federico Cortese, Giuseppe Laezza, Achille Solari et de nombreux autres artistes mineurs actifs à Naples dans la première moitié du XIXe siècle.

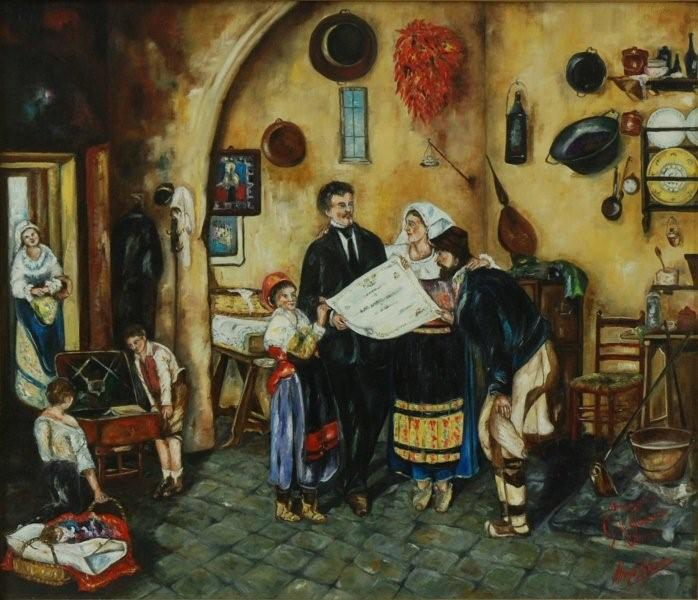
Giacomo Di Chirico, Le lauréat, 1800.

Vers 1865, d'autres personnalités sans rapport avec ce courant, brillent aussi, comme Domenico Morelli, qui travaille à l'Accademia di belle arti di Napoli en tant qu'élève, professeur, directeur et président, et dont l'art mélange le vérisme et le romantisme tardif avec des modèles néo-XVIIIe siècle. Pasquale Di Criscito, élève de Morelli, réalise le rideau de scène du Teatro Bellini (Naples) et surtout le plafond du Teatro Verdi (Salerne). Giacomo Di Chirico, originaire du Basilicate, est également important, dont les œuvres, représentant initialement des sujets historiques, deviennent plus tard des représentations folkloriques de sa région, qui connaissent un grand succès à l'étranger, notamment en France. Parmi ses distinctions, Di Chirico reçoit la croix de l'Ordre de la Couronne d'Italie des mains du roi Victor-Emmanuel II.

## Entre la fin duXIXesiècleet le début duXXesiècle
La peinture napolitaine de cette période reprend les expériences de l'école du Pausilippe, de l'impressionnisme et du postimpressionnisme français, avec des artistes très talentueux dont : Carlo Brancaccio, Vincenzo Caprile, Giuseppe Carelli, Clementina Carrelli, Angela Carugati, Giuseppe Casciaro, Arnaldo De Lisio, Vincenzo Gemito, Vincenzo Irolli, Antonio Mancini, Vincenzo Migliaro, Salvatore Petruolo, Salvatore Postiglione, Attilio Pratella, Raffaele Ragione, Oscar Ricciardi, Rubens Santoro, Pietro Scoppetta, Raffaele Tafuri, Giovanni Battista, Amelia Tessitore Gelanzè, Vincenzo Volpe.

## XXesiècle: de la sécession napolitaine à la Trans-avant-garde

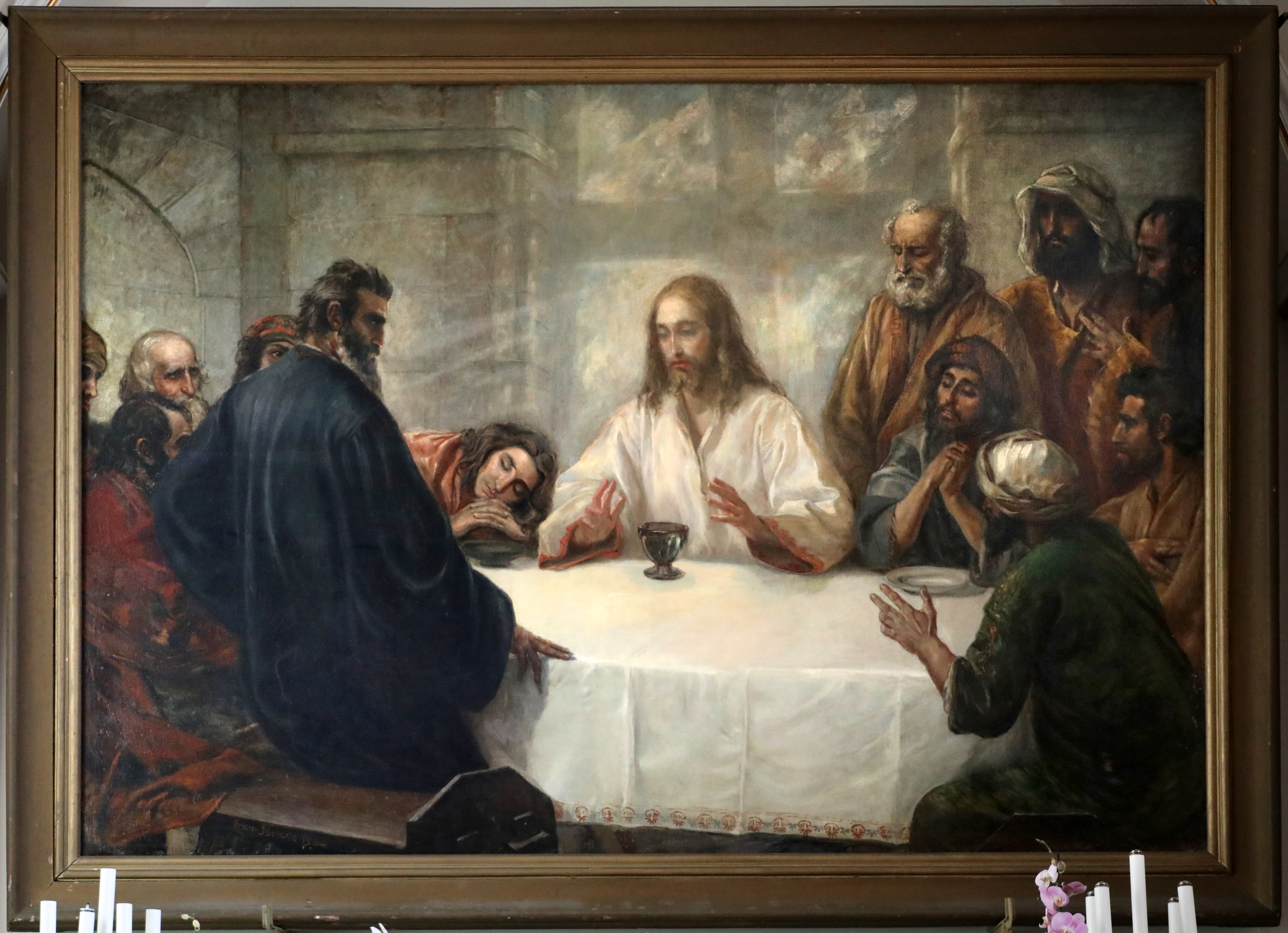
Francesco Jerace, La Céne, 1904.

La peinture napolitaine du début du XXe siècle est marqué par les mouvements européens de la Sécession dont elle considère Eugenio Viti et Edgardo Curcio comme de véritables protagonistes, tandis que Luigi Crisconio est caractéristique de l'évolution naturelle de l'école de Resìna. D'autres mouvements artistiques napolitains datent de ces années, comme le « Gruppo Flegreo » qui entend revitaliser la tradition picturale méridionale, le « Gruppo degli Ostinati », plus proche des expériences artistiques du mouvement Novecento de Margherita Sarfatti ou des peintres du « Quartiere latino », unis par un style de vie bohème et un style artistique fondé par Giuseppe Uva.
Giovanni Brancaccio, Alberto Chiancone, Carlo Striccoli, Emilio Notte, Carlo Verdecchia, Vincenzo Ciardo, Guido Casciaro, Gennaro Villani sont les contemporains du mouvement Valori plastici et du retour à l'ordre, présents aux Biennales de Venise et aux Quadrennales de Rome, avec en sculpture Saverio Gatto, Giovanni Tizzano, Francesco Jerace, Giuseppe Renda, Carlo De Veroli, Francesco Parente.
Carmine Adamo, Antonio Asturi, Gaetano Bocchetti, Antonio Bresciani, Ezelino Briante, Leon Giuseppe Buono, Rubens Capaldo travaillent sous l'influence d'expériences antérieures et surtout de l'école du Pausilippe, bien qu'ils se limitent parfois à une peinture de paysage locale ou facile utilisant le pictorialisme. Roberto Carignani, Nicolas De Corsi, Giovanni De Martino, Francesco De Nicola, Antonio De Val, Francesco Di Marino, Edmondo Di Napoli, Salvatore Federico, Francesco Galante, Saverio Gatto, Umberto Giani, Felice Giordano, Nicola Iuppariello, Antonio Madonna, Ermogene Miraglia, Giovanni Panza, Luca Postiglione, Paolo Pratella, Francesco Paolo Prisciandaro, Eugenio Scorzelli, Gaetano Spagnuolo, Amerigo Tamburrini, Clemente Tafuri, Attilio Toro, Mario Cortiello appartiennent à ce courant.

### Futurisme napolitain
Au début du siècle , les peintres napolitains sont également fascinés par le futurisme, notamment avec Emilio Notte et Francesco Cangiullo, ainsi que les circumvisionisti  Carlo Cocchia, Guglielmo Peirce et Luigi Pepe Diaz.

### Trans-avant-garde campanienne
Le critique napolitain Achille Bonito Oliva, théoricien de la Trans-avant-garde, plus que quiconque, redonne énergie et portée internationale à la peinture napolitaine et campanienne. La Trans-avant-garde, avec des caractéristiques particulières chez chaque artiste, récupère la tradition picturale et le genius loci, dépassant l'art conceptuel des mouvements artistiques du XXe siècle. Trois des « magnifici cinque » de la Trans-avant-garde sont originaires de Campanie : Mimmo Paladino, Nicola De Maria et Francesco Clemente.

## Liste non exhaustive des peintres de l’école napolitaine

### A
- Pietro Afesa
- Giuseppe Agellio
- Giovanni Antonio Amati
- Giovanni Antonio di Amato le Jeune
- Giovanni Antonio Amati
- Andrea dell'Asta
- Onofrio Avellino
- Giovanni Bernardino Azzolini

### B
- Antonio Baldi
- Antonio de Bellis
- Agostino Beltrano (1607 - 1656)
- Andrea Belvedere
- Giovanni Battista Benaschi
- Domenico de Benedettis
- Leonardo di Bisuccio
- Carlo Bonavia
- Giuseppe Bonito
- Ippolito Borghese
- Ippolito Borghesi
- Domenico Brandi
- Giacinto Brandi
- Geronimo Bruni
- Silvestro de Buoni

### C
- Andrea Lopez Caballero
- Niccolò Cahissa
- Pedro de Calabria
- Cesare Calense
- Pietro Capelli
- Antonio Capulongo
- Battistello Caracciolo (1578 - 1635)
- Marco Cardisco
- Niccolò Carissa
- Giacomo di Castro
- Paoluccio Cattamara
- Bernardo Cavallino (1616 - 1656)
- Bernardino Cesari
- Sebastiano Conca (1680 - 1764)
- Belisario Corenzio
- Giovanni Vincenzo Corso
- Giovanni Filippo Criscuolo
- Mariangiola Criscuolo
- Francesco Curia

### D
- Lorenzo De Caro
- Giovanni Do
- Bernardo De Dominici
- Pacecco de Rosa

### E
- Raimondo Epifanio

### F
- Aniello Falcone (1607 - 1665)
- Giuseppe Fattoruso ( XVIIe siècle)
- Nicola Filotesio (1480 ou 1489 –  1547 ou 1559)
- Paolo Domenico Finoglia
- Colantonio del Fiore
- Luca Forte
- Cesare Fracanzano
- Francesco Fracanzano
- Orazio Frezza
- Giovanni Fulco

### G
- Domenico Gargiulo (1609/1610 - ~1675)
- Corrado Giaquinto (1703-1765)
- Luca Giordano (1632 - 1705)
- Francesco Guarino (1611 -  1654 ou 1651)

### I
- Francesco Imparato
- Girolamo Imparato

### L
- Giovanni Battista Lama
- Giovanni Bernardo Lama
- Pompeo Landulfo
- Andrea di Leone
- Ventura Ligli

### M
- Renato Barisani
- Paolo de Matteis
- Francesco de Mura
- Francesco di Maria
- Luigi Malice
- Andrea Malinconico
- Nicola Malinconico
- Francesco Mancini
- Vincenzo Marinelli
- Gaetano Martoriello
- Giuseppe Mastroleo
- Marzio Masturzo
- Andrea Miglionico

### N
- Jacopo Nani

### O
- Ignazio Oliva

### P
- Michele Pagano
- Nicola Peccheneda
- Giacomo del Po
- Pietro del Pò
- Giacinto de Popoli
- Paolo Porpora
- Aniello Portio
- Gregorio Preti
- Mattia Preti

### R
- Raimundo Napolitano
- Giuseppe Recco (1634 - 1695)
- Jusepe de Ribera (1591 - 1652)
- Gabriele Ricciardelli
- Angelo Roccadirame
- Salvator Rosa ( 1615  - 1673)
- Francesco Ruviali

### S
- Andrea Sabbatini (1487 - 1530)
- Fabrizio Santafede (1560 - 1634)
- Francesco Santafede
- Carlo Sellitto
- Maestro Simone
- Antonio Solario
- Francesco Solimena (1657 - 1747)
- Stefano Sparano (XVIe siècle)
- Massimo Stanzione (1585 -  ~1658)

### T
- Decio Termisani
- Bernardo Tesauro
- Filippo Tesauro
- Raimo Epifanio Tesauro
- Gaspare Traversi
- Cesare Turco

### V
- Andrea Vaccaro (1604 - 1670)
- Antonio Verrio
- Filippo Vitale